# VII округ Парижа
7-й округ Парижа (7e arrondissement de Paris или Arrondissement du Palais Bourbon) — один из 20 муниципальных округов Парижа. Назван в честь Бурбонского дворца; в просторечии парижане называют округ le septième («седьмой»).
В округе находится символ Парижа — Эйфелева башня, ежегодно привлекающая миллионы туристов. Кроме того, 7-й округ является политическим центром города — здесь находится множество министерств, Национальное собрание Франции и резиденция премьер-министра.

## География

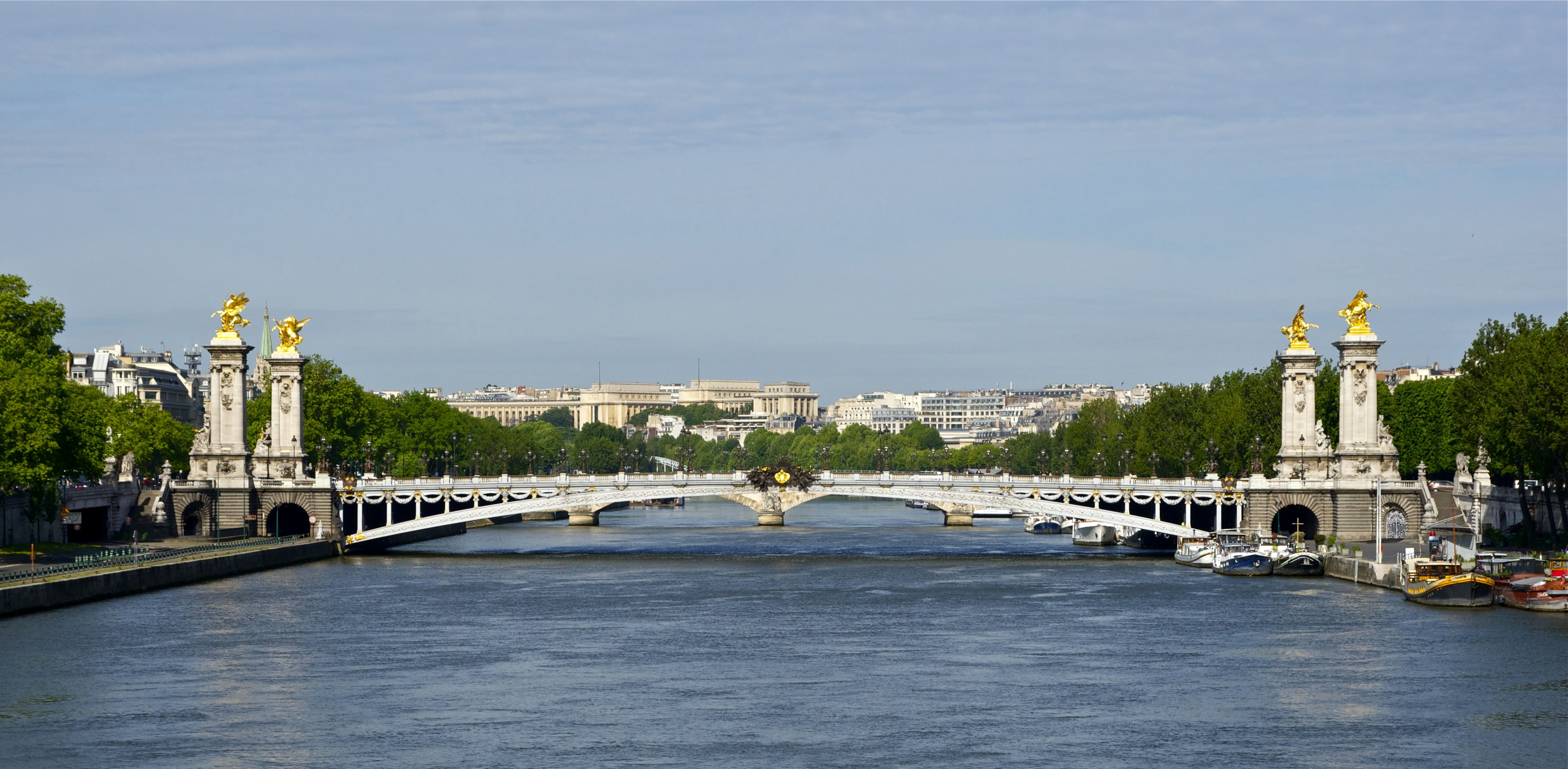
Мост Александра III

7-й округ расположен на левом берегу Сены. На востоке он граничит с 6-м округом, на юге — с 15-м округом, на севере (на противоположном берегу) — с 16-м, 8-м и 1-м округами. Площадь VII округа составляет 408,8 га.

## История

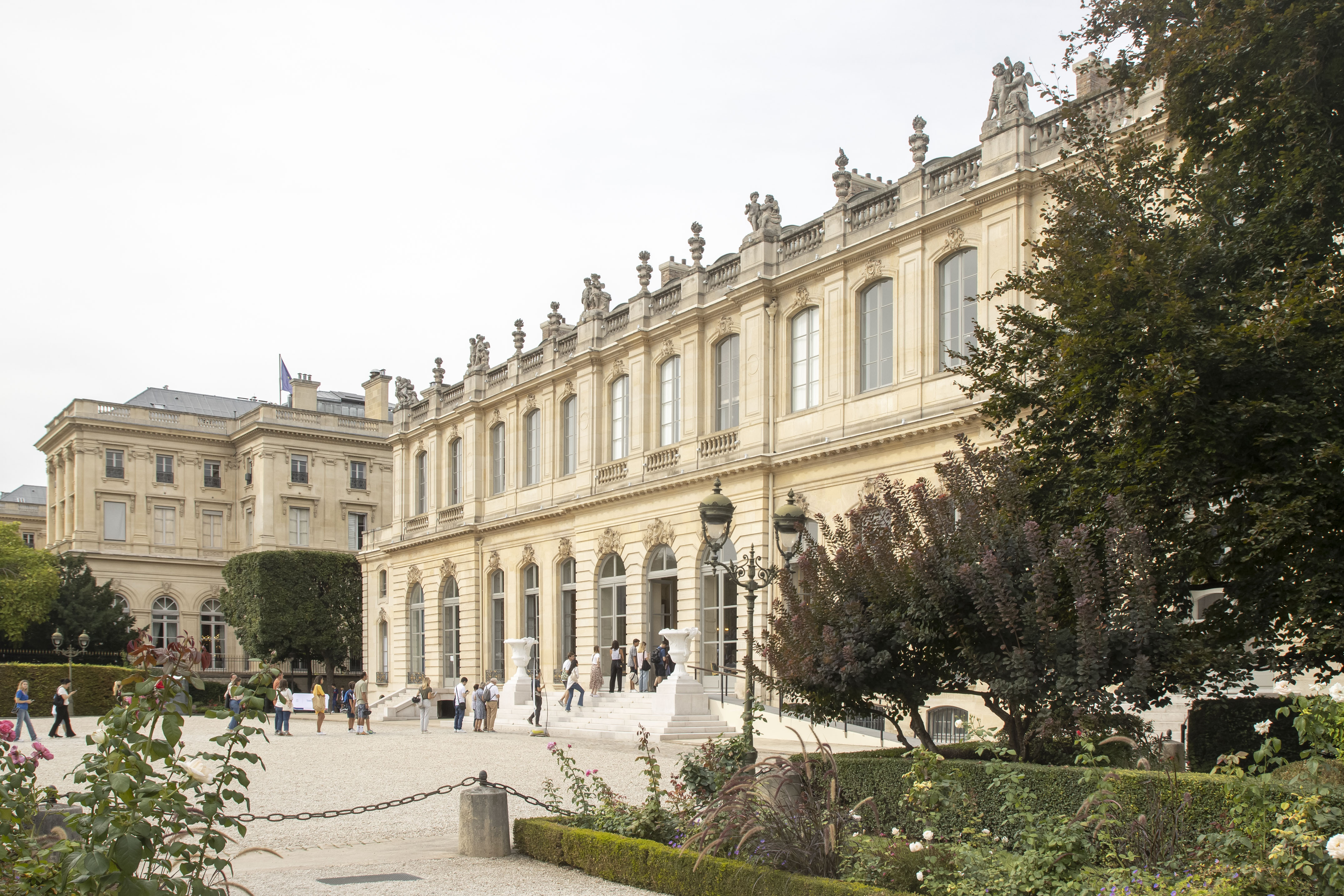
Отель Лассай

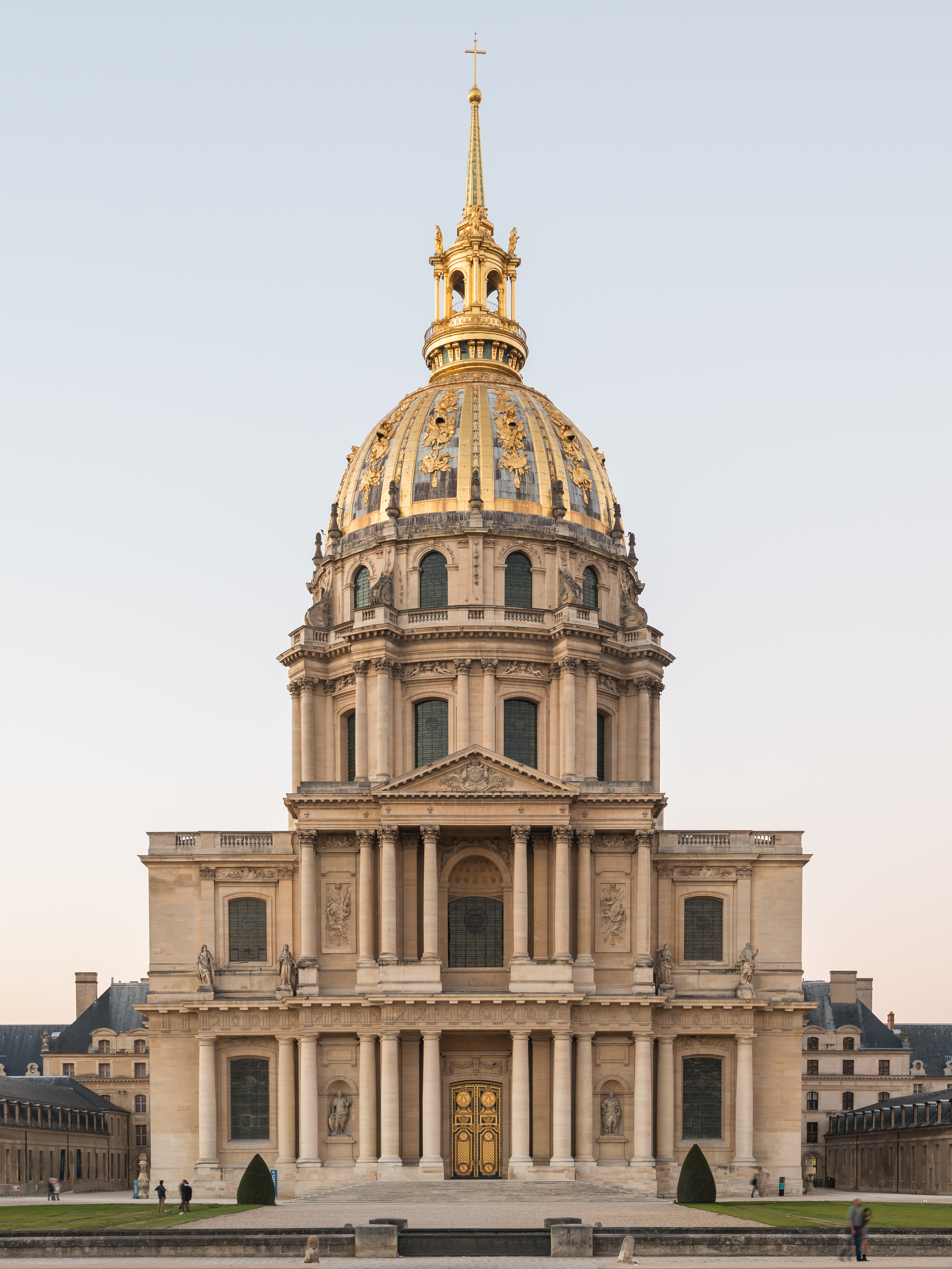
Дом инвалидов

В XVII—XVIII веках представители высшего французского дворянства начали переезжать из центральных перенаселённых районов Лувр и Маре в городские особняки на левом берегу Сены. Так возникло новое аристократическое предместье Сен-Жермен, которое было намного чище и зеленее старого центра Парижа на правом берегу Сены. Район стал настолько популярным среди французской аристократии, что с тех пор слово «фобур» («предместье») используется для обозначения французского дворянства. 
Самые знатные семьи французского дворянства построили в предместье Сен-Жермен пышные частные резиденции, окружённые садами. В 1689 году через реку был построен Королевский мост, связавший Сен-Жермен с Лувром. Во время Великой французской революции многие из особняков Сен-Жермена были разграблены, а после революции — конфискованы в пользу государства.
В июле 1791 года случился расстрел на Марсовом поле, в результате которого погибло более 50 человек. В 1796, 1797 и 1798 годах на Марсовом поле проходила Олимпиада Республики. Во время Реставрации Бурбонов предместье Сен-Жермен, где базировались ультрароялисты, вернуло себе былую славу самого эксклюзивного района высшей знати Парижа. После смещения Карла X в результате Июльской революции район потерял большую часть своего политического влияния, но остался центром общественной жизни французского высшего класса.   
В нынешних границах округ возник во время расширения Парижа в 1860 году. Кроме того, во второй половине XIX века на Марсовом поле прошли несколько Всемирных выставок (в том числе выставки 1867, 1878, 1889 и 1900 годов), которые значительно изменили городской пейзаж. Благодаря этим выставкам в округе были построены Эйфелева башня и железнодорожный вокзал Орсе. Ещё одна Всемирная выставка прошла в округе в 1937 году.

## Население

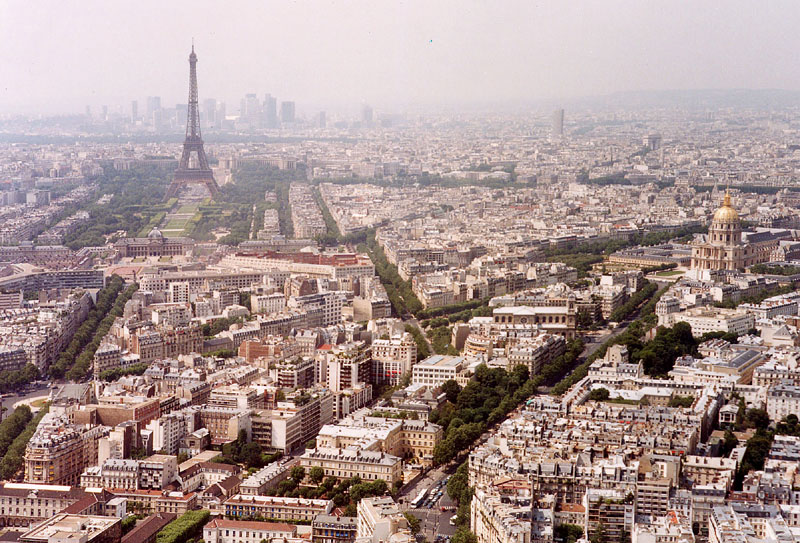
Панорама VII округа

В 2005 году население 7-го округа составило 55 700 человек при плотности 13 619 чел/км². Это составляло 2,6 % населения Парижа.
В 2021 году численность населения округа составила 47 947 человек, плотность — 11 723 чел/км².
VII округ — один из самых интернациональных и космополитических округов Парижа, благодаря большому числу дипломатических представительств, международных организаций и учебных заведений здесь проживает значительная община иностранцев (в том числе британцев, американцев, итальянцев, немцев, португальцев, испанцев, китайцев, россиян, украинцев, поляков и румын, а также выходцев из стран Персидского залива). 
| Год  | Население | Плотность населения (чел/км²) |
| ---- | --------- | ----------------------------- |
| 1872 | 78 553    | 19 206                        |
| 1926 | 110 684   | 27 075                        |
| 1954 | 104 412   | 25 529                        |
| 1962 | 99 584    | 24 360                        |
| 1968 | 87 811    | 21 480                        |
| 1975 | 74 250    | 18 163                        |
| 1982 | 67 461    | 16 502                        |
| 1990 | 62 939    | 15 396                        |
| 1999 | 56 985    | 13 940                        |

### Религия
В округе базируется католическая миссионерская организация Парижское общество заграничных миссий.

## Административное деление
7-й округ разделён на 4 квартала:
- № 25 Сен-Тома-д’Акэн[фр.] (Quartier Saint-Thomas-d’Aquin)
- № 26 Энвалид[фр.] (Quartier des Invalides)
- № 27 Эколь-Милитэр[фр.] (Quartier de l'École Militaire)
- № 28 Гро-Кайю[фр.] (Quartier du Gros-Caillou)

## Органы местного управления

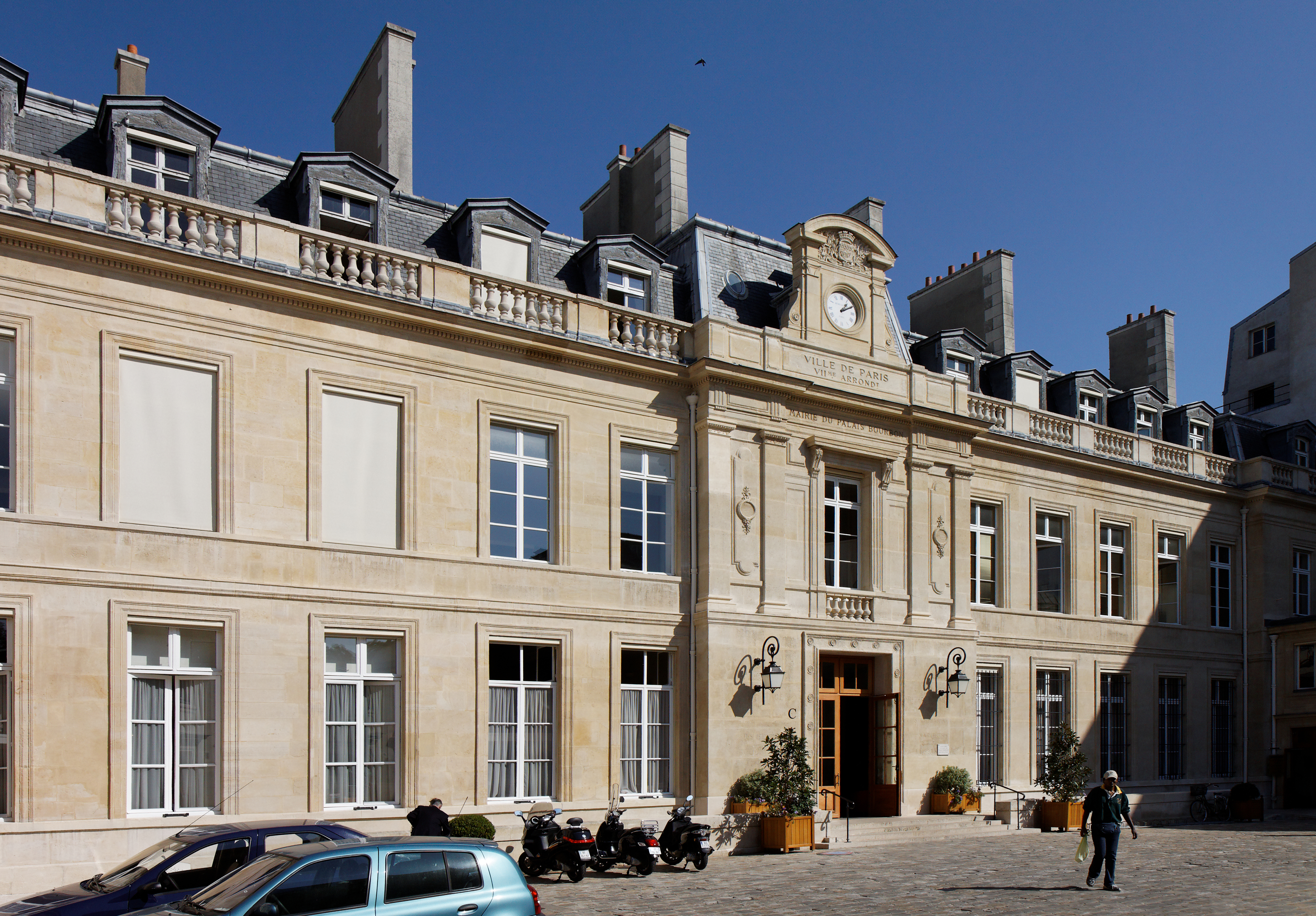
Мэрия VII округа

С 1983 по 1995 год мэром VII округа был Эдуард Фредерик-Дюпон, с 1995 по 2002 год — Мартен Орийак. В апреле 2014 года мэром VII округа была повторно избрана Рашида Дати́; в 2020 году её вновь переизбрали мэром, однако в январе 2024 года она заняла пост министра культуры Франции.
- Адрес мэрии: 116, улица Гренель[фр.].

## Государственные учреждения

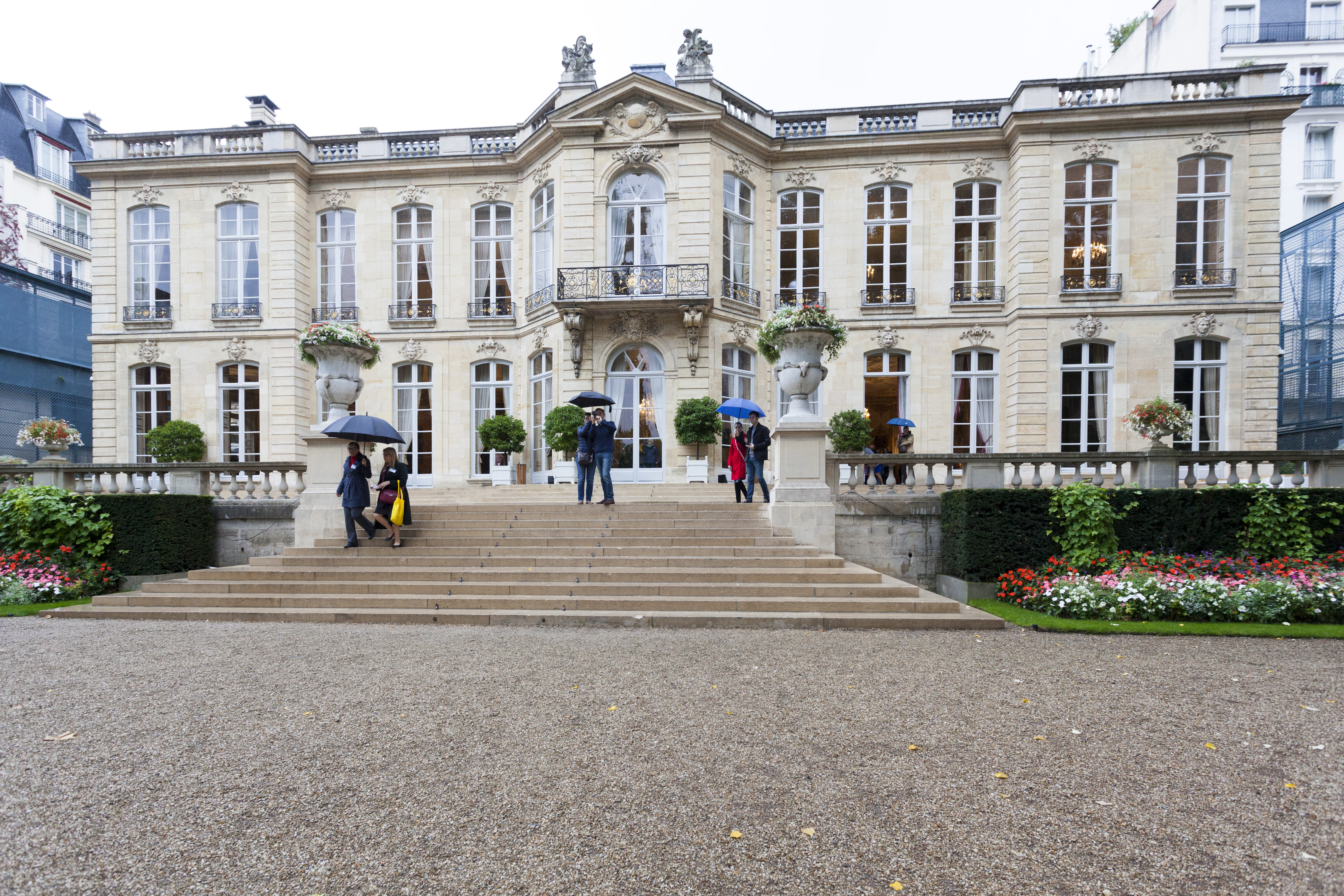
Матиньонский дворец — резиденция премьер-министра Франции

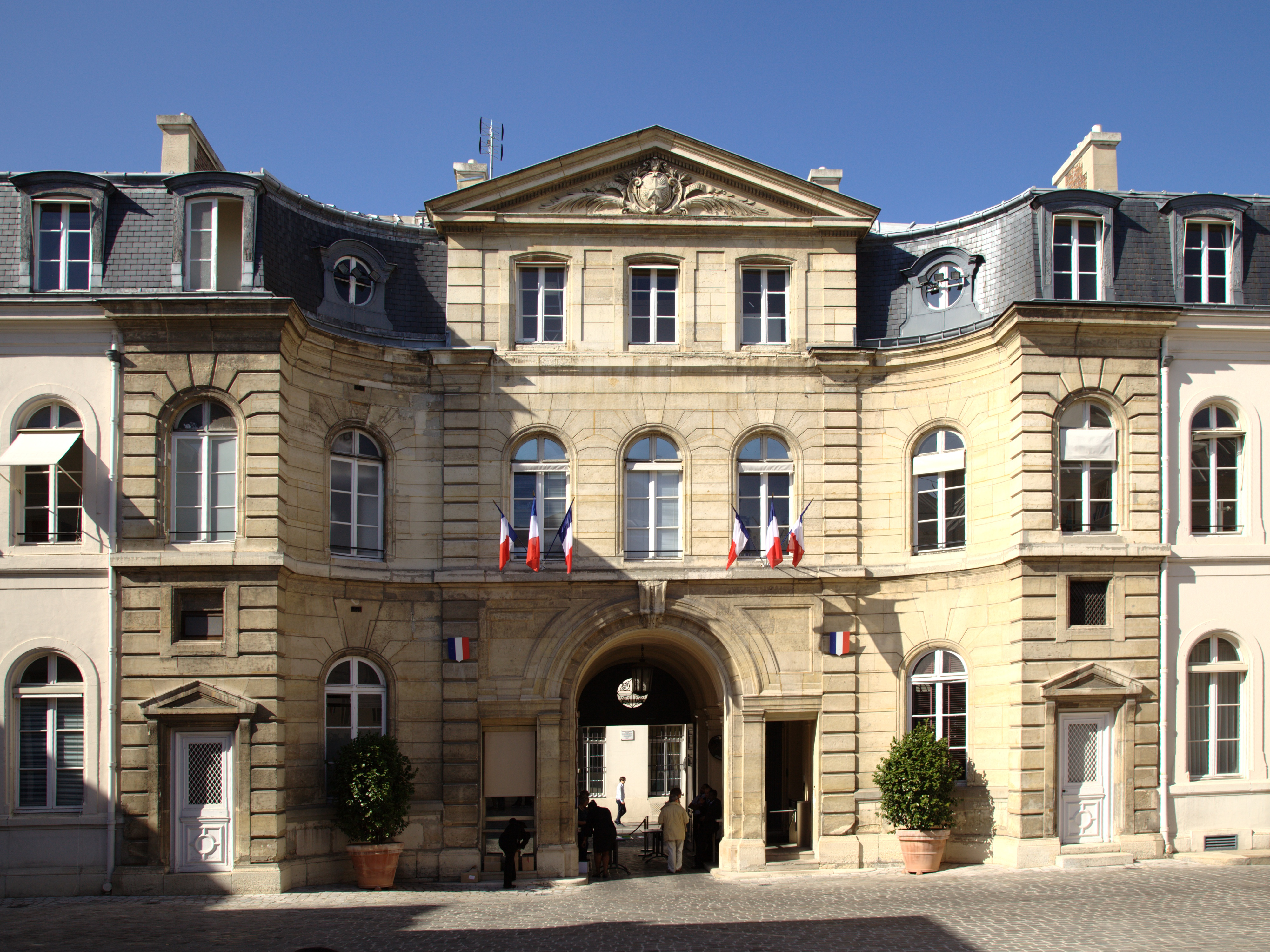
Отель Монморен — штаб-квартира Министерства заморских территорий

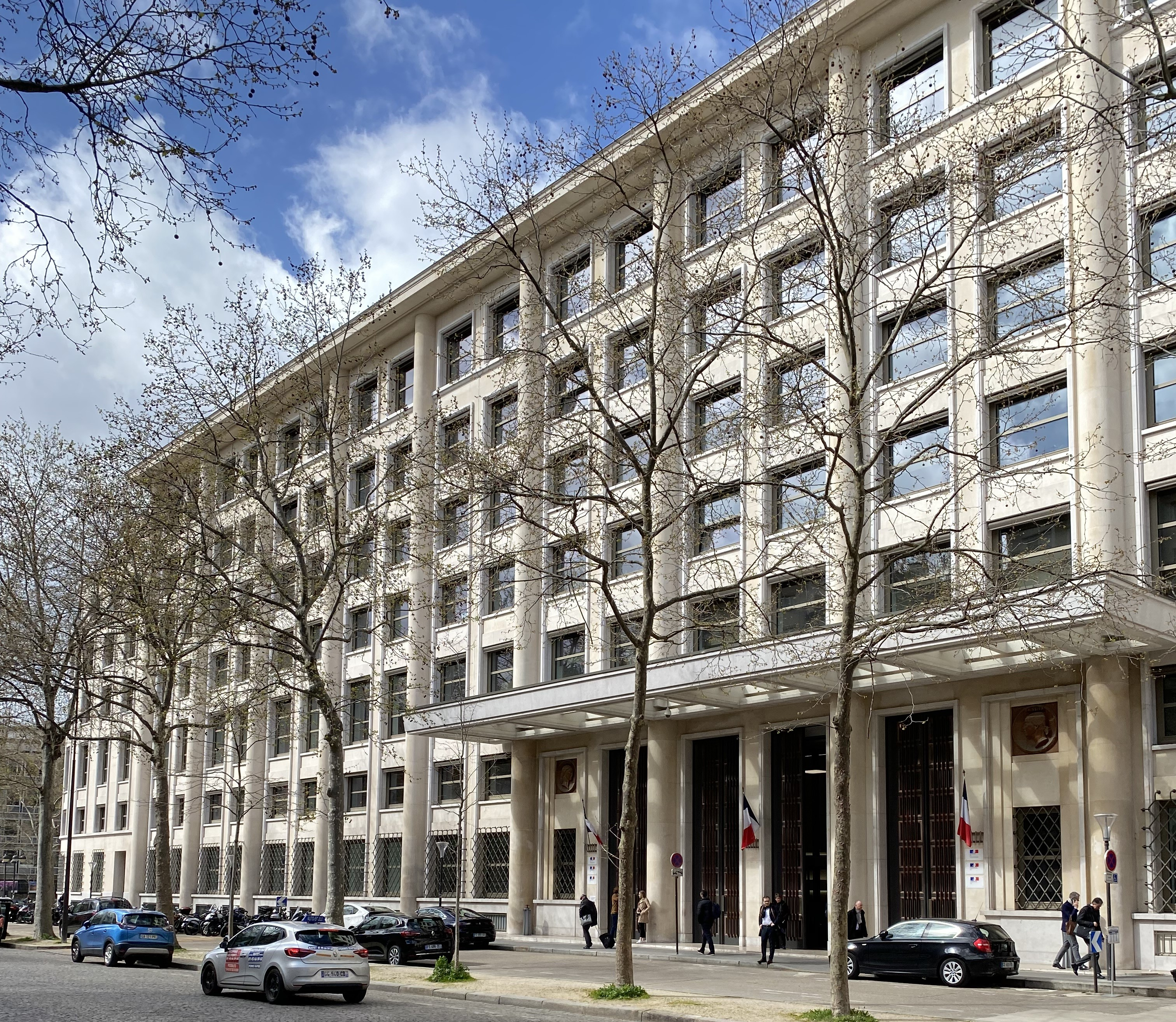
Правительственный комплекс Фонтенуа-Сегюр

В округе базируются ключевые государственные учреждения Франции:
- Национальное собрание Франции
- Резиденция председателя Национального собрания Франции
- Резиденция премьер-министра Франции
- Министерство Европы и иностранных дел Франции
- Резиденция министра иностранных дел
- Генеральный секретариат по европейским делам[фр.]
- Министерство вооружённых сил Франции
- Резиденция министра вооружённых сил
- Резиденция министра по связям с парламентом
- Министерство труда и занятости Франции
- Министерство ремёсел, торговли и туризма Франции
- Министерство национального образования Франции
- Министерство экологического перехода, энергетики, климата и предотвращения рисков
- Министерство сельского хозяйства, продовольственного суверенитета и лесного хозяйства
- Министерство заморских территорий и департаментов Франции
- Министерство иммиграции, интеграции, национальной идентичности и соразвития Франции
- Национальное агентство территориальной сплоченности[фр.] (ANCT)
- Национальная комиссия по информационным технологиям и свободам[фр.] (CNIL)
- Комиссия за доступ к административным документам[фр.] (Cada)
- Национальное управление по делам комбатантов и жертв войны[фр.]
- Управление высшего военного образования[фр.] (DEMS)
- Резиденция префекта Парижа[фр.] и префекта региона Иль-де-Франс[фр.]
- Офис военного губернатора Парижа[фр.]
- Офис Защитника прав[фр.] (DDD)
- Информационная служба правительства[фр.] (SIG)
- Генеральная комиссия по стратегии и прогнозированию[фр.] (CGSP или France Stratégie)
- Совет экономического анализа[фр.] (CAE)
- Совет пенсионной ориентации[фр.] (COR)
- Центр перспективных исследований и международной информации[фр.] (CEPII)
- Генеральный секретариат Мера[фр.] (SGMer)
- Межминистерское управление цифровизации[фр.] (DINUM)
- Межминистерское управление общественной трансформации[фр.] (DITP)

## Международные организации
Штаб-квартира Организации Объединённых Наций по вопросам образования, науки и культуры (ЮНЕСКО) занимает квартал между проспектами Лоуандаль, Сюфран, Сегюр, Сакс и площадью Фонтенуа-Юнеско. Она была открыта 3 ноября 1958 года. Здание по форме напоминает латинскую букву Y и построено на 72 бетонных колоннах. В нём расположены офисы и библиотека организации. Комплекс на площади Фонтенуа дополняет здание, прозванное «аккордеон», в овальном зале которого проходят пленарные заседания Генеральной конференции, здание в форме куба и здание с шестью зелёными внутренними двориками, на которые выходят окна служебных кабинетов. Архитекторами зданий стали представители разных стран: Марсель Брейер (США), Пьер Луиджи Нерви (Италия) и Бернар Зерфюс (Франция).
Все здания комплекса ЮНЕСКО открыты для посещения, в них находятся произведения Пикассо, Базена, Миро, Тапиеса и многих других художников, символизирующие мир. Возле здания штаб-квартиры ЮНЕСКО разбит Сад мира в японском стиле, подаренный Парижу правительством Японии. Его спроектировал в 1958 году американский скульптор и дизайнер Исаму Ногучи.

## Дипломатические представительства

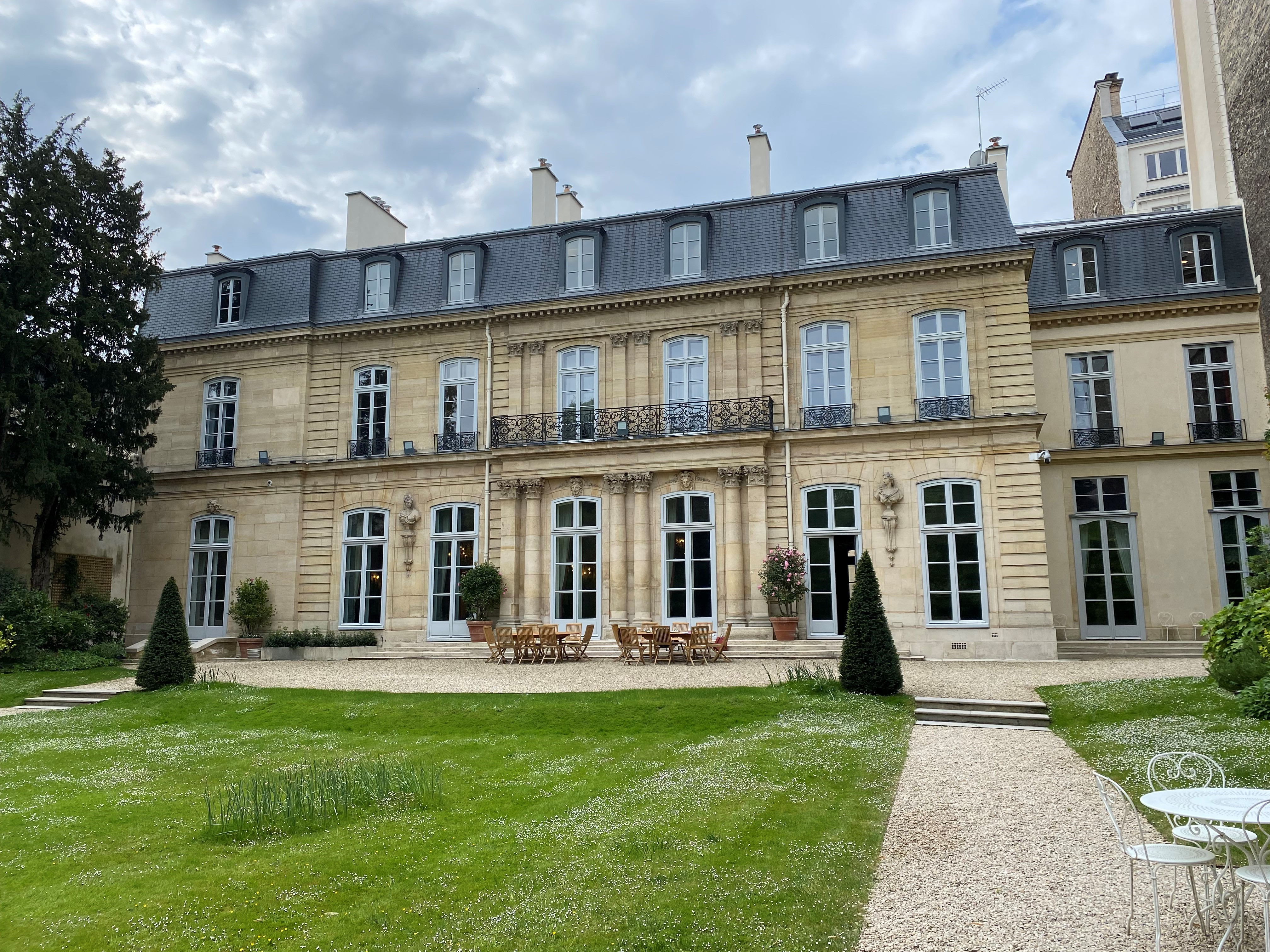
Посольство Швейцарии

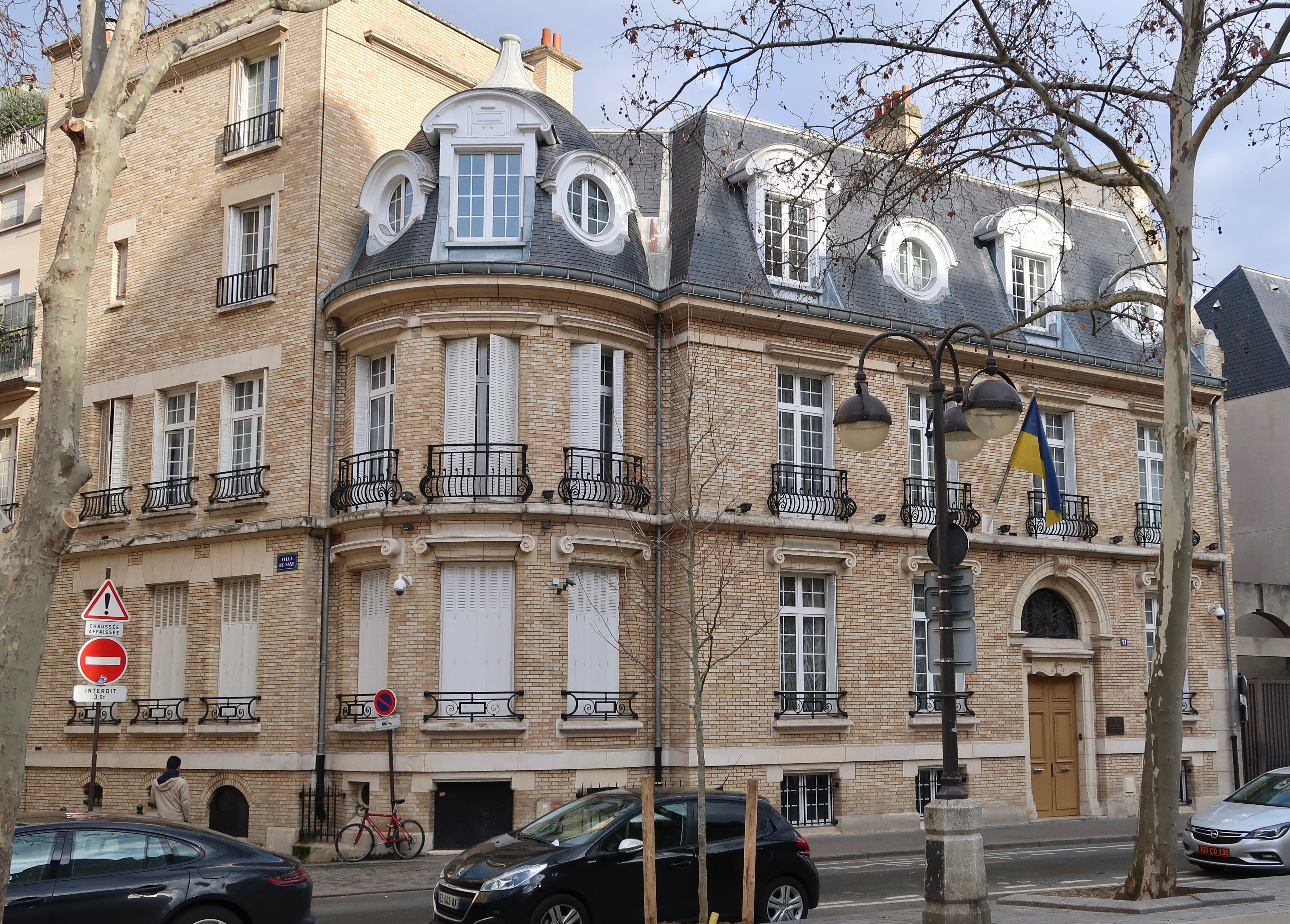
Посольство Украины

В VII округе располагаются посольства следующих государств:
- Посольство Австрии
- Посольство Болгарии
- Посольство Замбии
- Посольство Италии
- Посольство Йеменской Арабской Республики
- Посольство КНР
- Посольство Коста-Рики
- Посольство Люксембурга
- Посольство Нидерландов
- Посольство Новой Зеландии
- Посольство ОАЭ
- Посольство Панамы
- Посольство Парагвая
- Посольство Польши
- Посольство Румынии
- Посольство Сенегала
- Посольство Сирии
- Посольство Туниса
- Посольство Украины
- Посольство Финляндии
- Посольство Чехии
- Посольство Чили
- Посольство Швейцарии
- Посольство Швеции
- Посольство Эфиопии
- Посольство ЮАР
- Посольство Южной Кореи

Также в округе расположены представительство Европейской Комиссии во Франции, резиденции послов ФРГ, Нидерландов, Польши и России во Франции.

## Экономика и транспорт

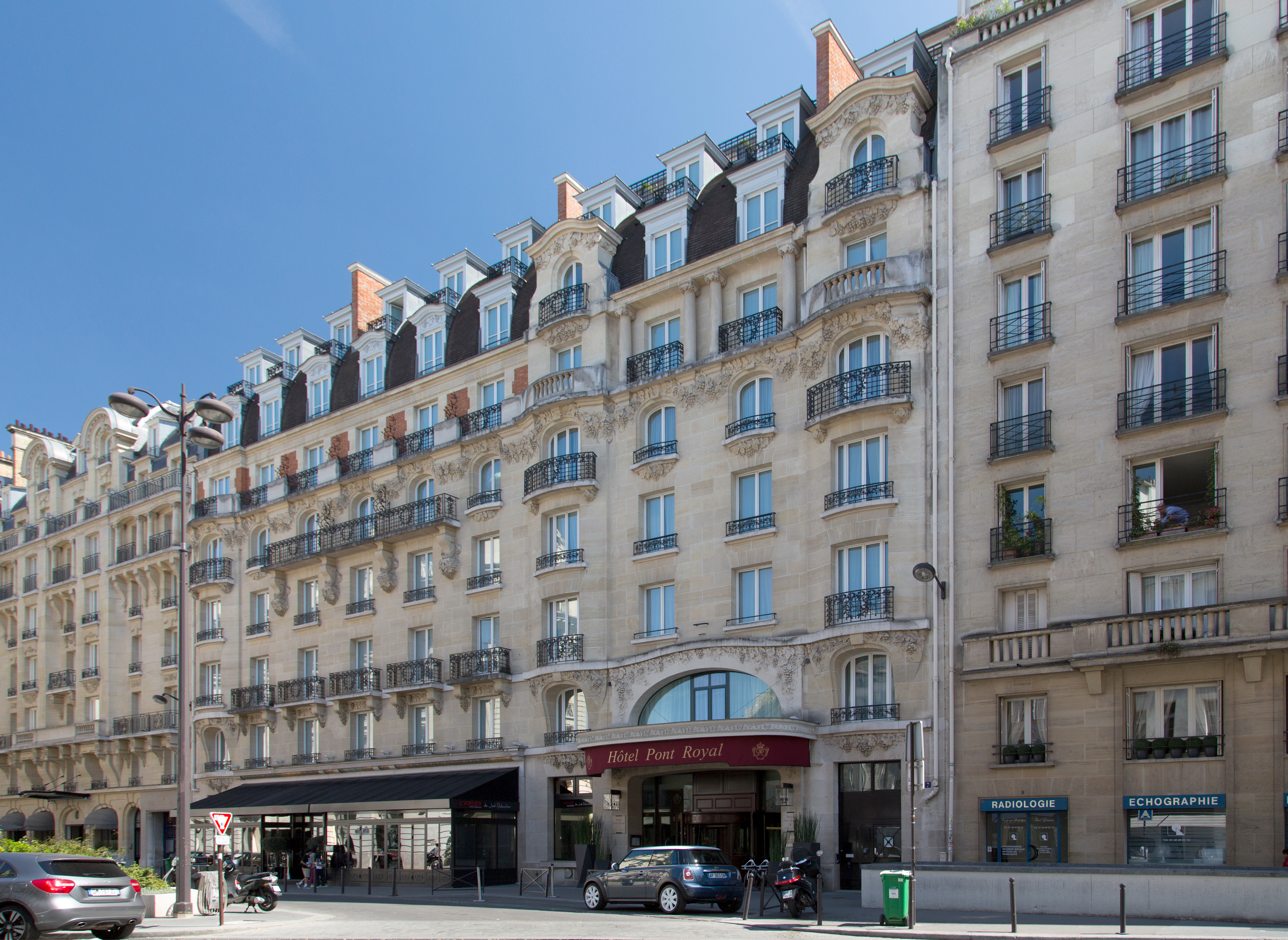
Hotel Pont Royal

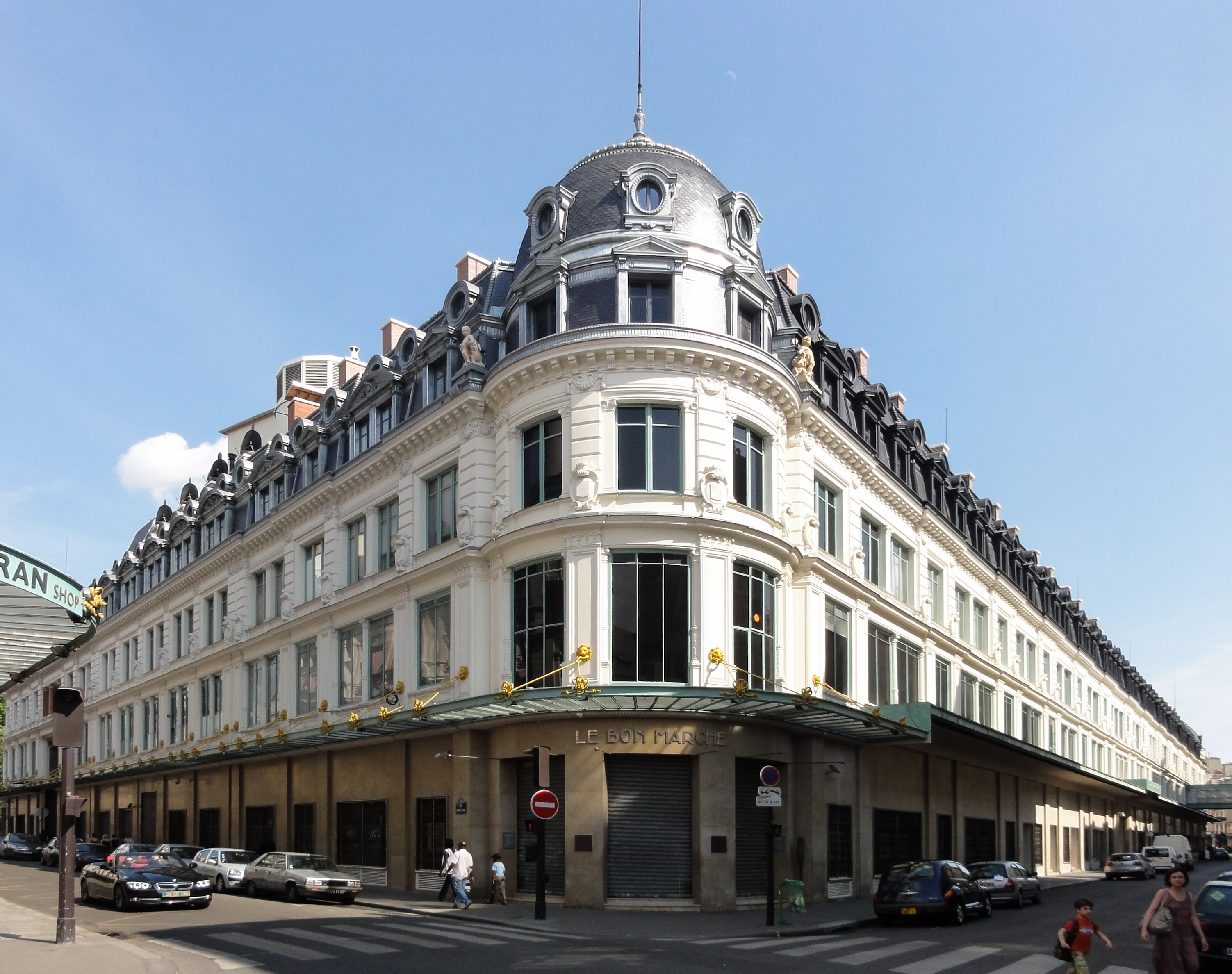
Универмаг Le Bon Marché

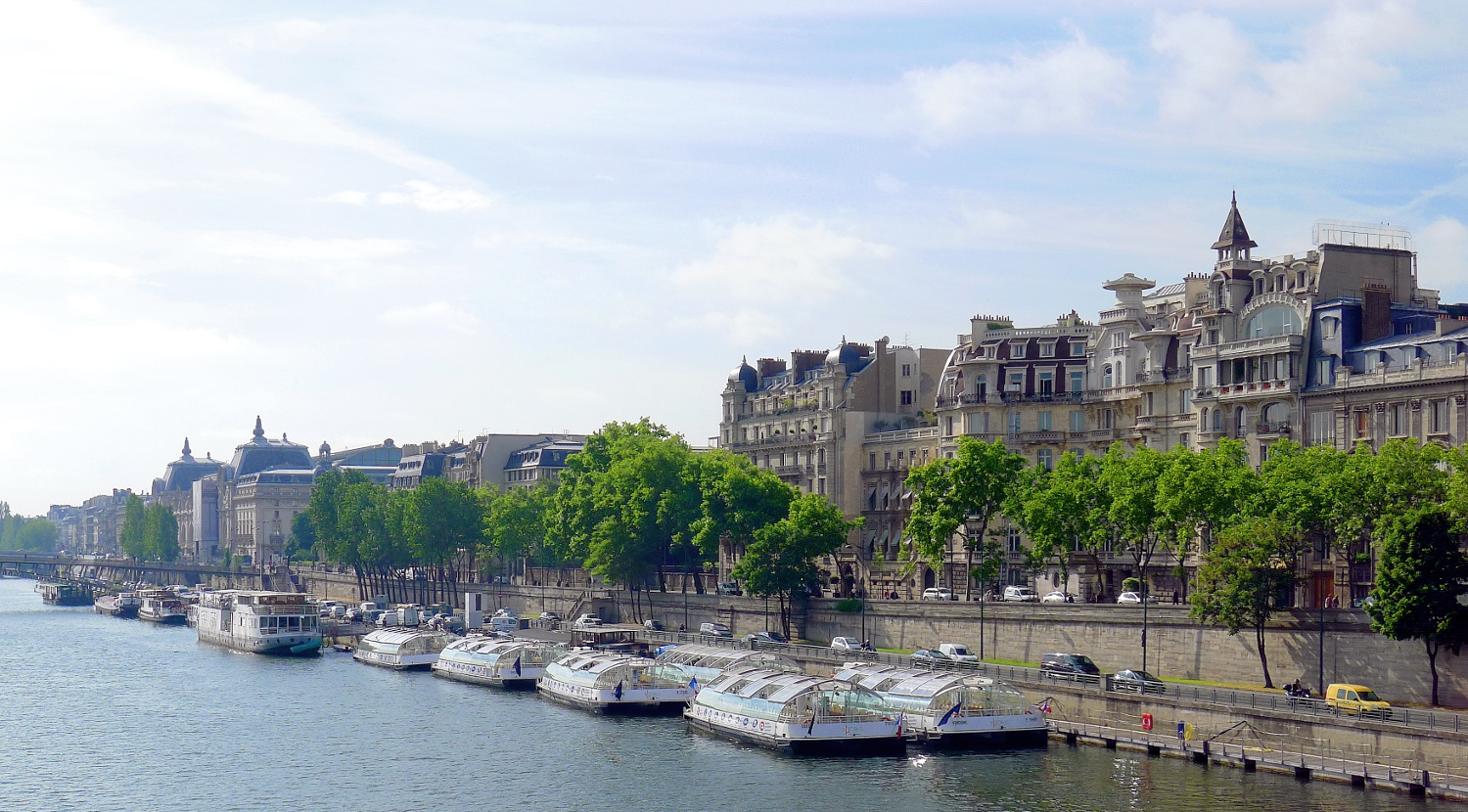
Порт Сольферино

В округе преобладает сфера услуг, в том числе розничная торговля, общественное питание, туризм, транспортные, медицинские, деловые и финансовые услуги (включая юридические, консалтинговые, бухгалтерские, маркетинговые, инженерные, дизайнерские и образовательные услуги). В округе одна из самых дорогих недвижимостей столицы и один из самых высоких средних доходов населения. VII округ является частью так называемого Paris Ouest — богатого пояса, куда, помимо него, также входят VI округ, VIII округ, XVI округ и Нёйи-сюр-Сен. 
В округе базируются государственный инвестиционный холдинг Caisse des Dépôts et Consignations, химическая компания Air Liquide, модный конгломерат Kering (включая дома моды Yves Saint Laurent и Balenciaga), банк Crédit Commercial de France (CCF), финансовая компания Amiral Gestion, издательская группа Groupe Madrigall (включая издательство Éditions Gallimard), книжные издательства Éditions Paulsen и Editions La Partie, архитектурная фирма Valode et Pistre, производитель алкогольных напитков Moët Hennessy, кинокомпания Alice Films, консалтинговая фирма Pivot & Co, а также французский офис юридической фирмы McDermott Will & Emery. 
Также здесь расположены универмаг Le Bon Marché, несколько сетевых супермаркетов и престижных отелей (в том числе Hôtel Pont Royal, Hôtel Montalembert, Pavillon Faubourg Saint-Germain, Le Narcisse Blanc Hôtel & Spa, Hôtel Juliana, Hôtel Le Cinq Codet, J.K. Place Paris, Hôtel Bourgogne & Montana, Hôtel d'Orsay, Hôtel Le Bellechasse Saint Germain, Hôtel Signature Saint Germain des Près и Villa Saxe Eiffel).
Между мостом Альма и Йенским мостом протянулась набережная Порт Ла-Бурдонне, вдоль которой швартуются туристические корабли и катера. Также небольшие причалы для судов имеются вдоль набережных Порт Сольферино, Порт Инвалидов и Порт Гро-Кайю. 

### Метрополитен
VII округ обслуживают следующие линии метрополитена:
- Линия 8
- Линия 10
- Линия 12
- Линия 13

### RER
Станции Музей Орсе, Инвалидов и Пон-де-л'Альма обслуживают линию С.

### Улицы и площади
- Набережная Жака Ширака
- Набережная Орсе
- Набережная Бранли
- Набережная Вольтера
- Набережная Анатоль Франса
- Набережная Валери Жискар д’Эстена
- Бульвар Сен-Жермен
- Бульвар Инвалидов
- Бульвар Ла Тур-Мобур
- Бульвар Распай
- Проспект Сюффрена
- Площадь Пале-Бурбон
- Площадь Фонтенуа
- Площадь Вобана
- Улица Бак

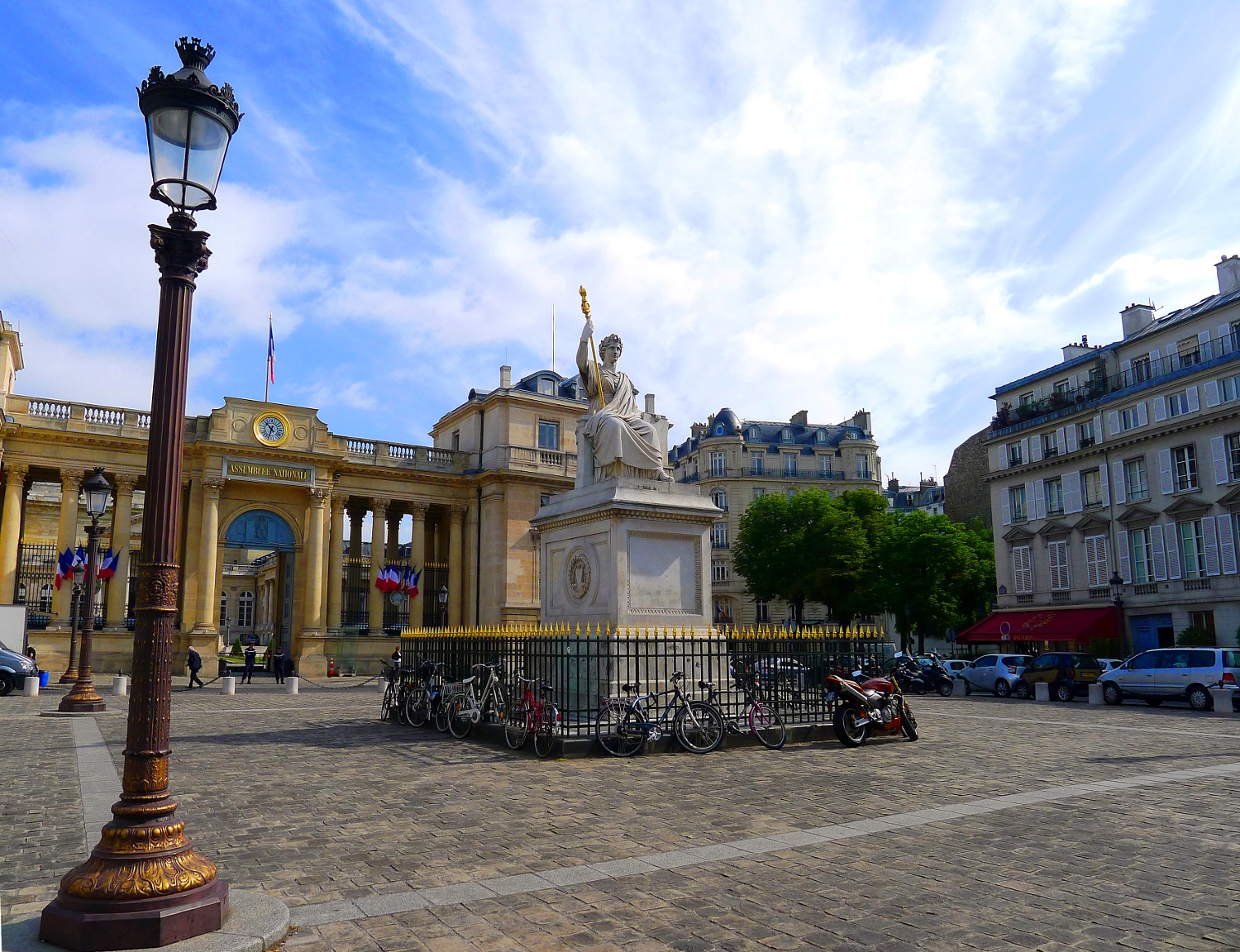
Площадь Пале-Бурбон

В округе имеется широкая сеть автобусных маршрутов, обслуживаемых операторами RATP bus, Noctilien и Tootbus.

## Культура

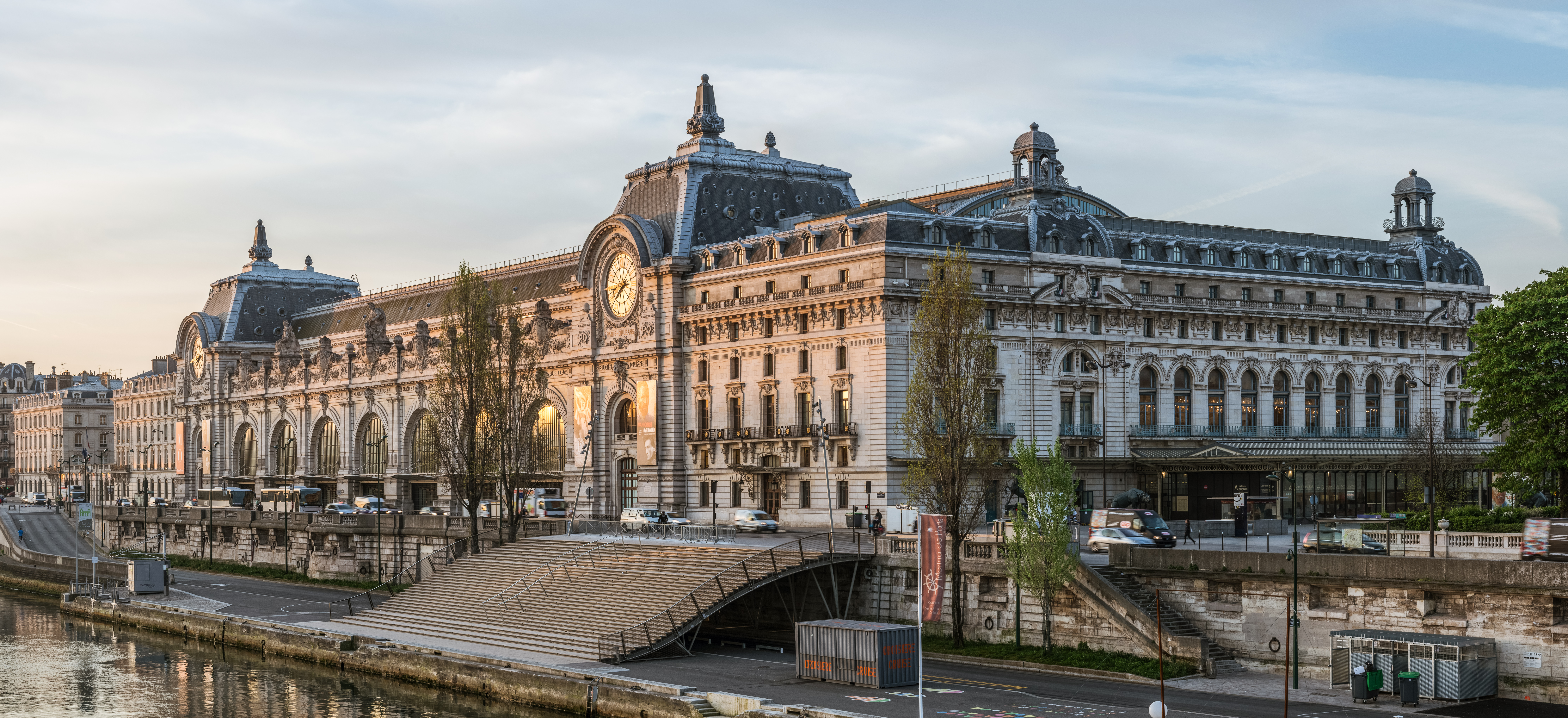
Музей Орсе

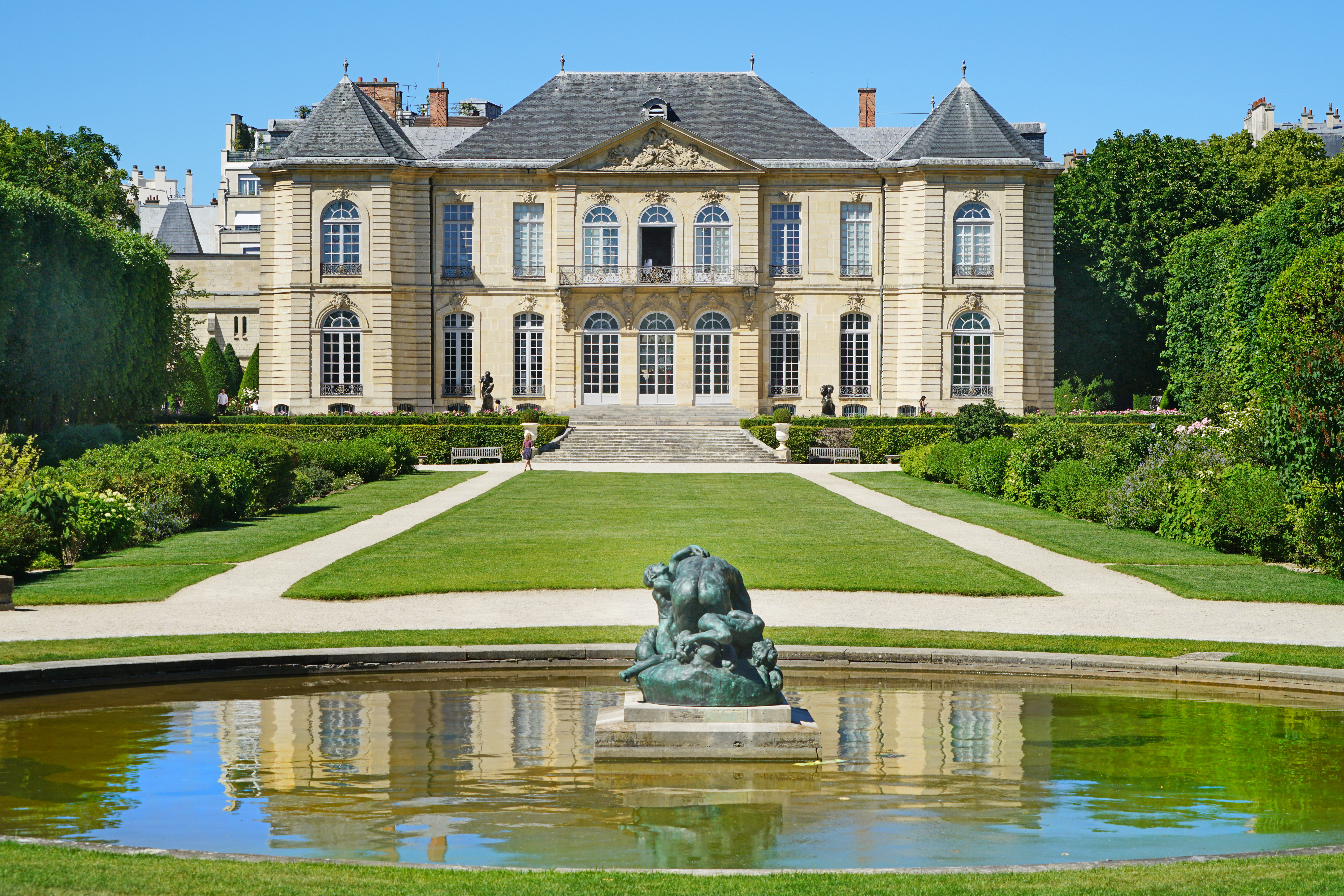
Музей Родена

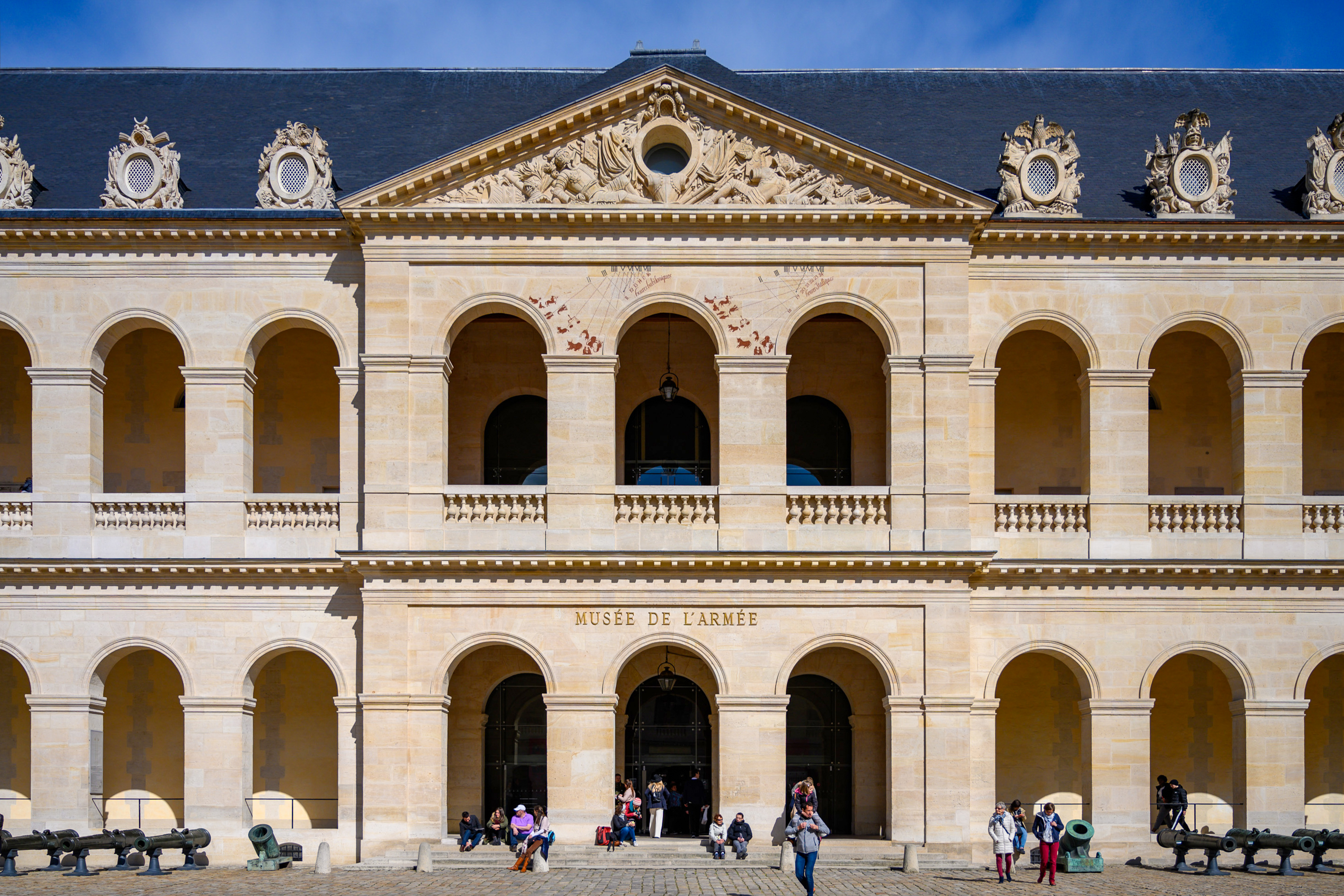
Музей армии

В VII округе расположено несколько знаменитых музеев, библиотек и театров Парижа:
- Музей Орсе
- Музей Родена
- Музей армии
- Музей планов и рельефов
- Музей ордена Освобождения
- Музей современной истории
- Музей на набережной Бранли
  - Медиатека музея на набережной Бранли[фр.]
- Музей Почётного легиона[фр.]
- Музей Майоля[фр.]
- Музей Валентина Гаюи[фр.]
- Дом-музей Сержа Генсбура[фр.]
- Социальный музей[фр.]
- Музей канализации
- Фонд Кустодия[фр.]
- Фонд группы EDF[фр.]
- Фонд Шарля де Голля[фр.]
- Выставочный зал Гран-Пале-Эфемер
- Дом Латинской Америки[фр.]
- Итальянский культурный институт[фр.]
- Российский духовно-культурный православный центр
- Библиотека Национального собрания[фр.]
- Библиотека Военной школы[фр.]
- Библиотека Sciences Po[фр.]
- Американская библиотека в Париже[фр.]
- Библиотека Американского университета
- Кукольный театр на Марсовом поле[фр.]

В Музее на набережной Бранли регулярно проводится престижная выставка фотографии Photoquai.

## Образование и наука

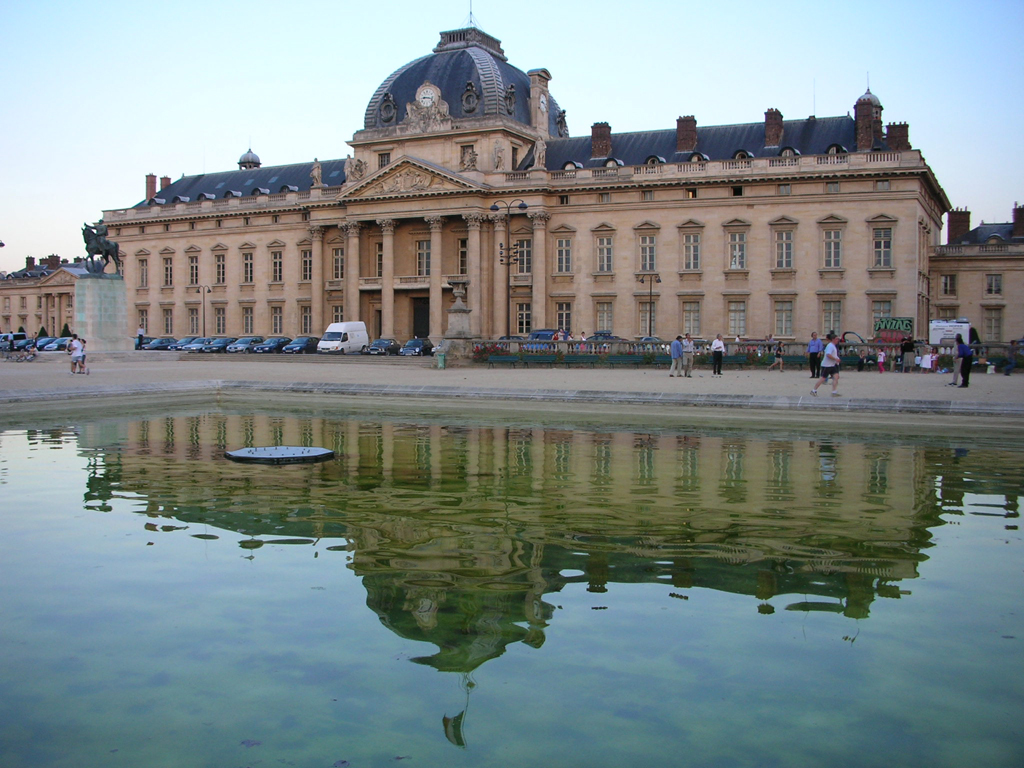
Военная школа

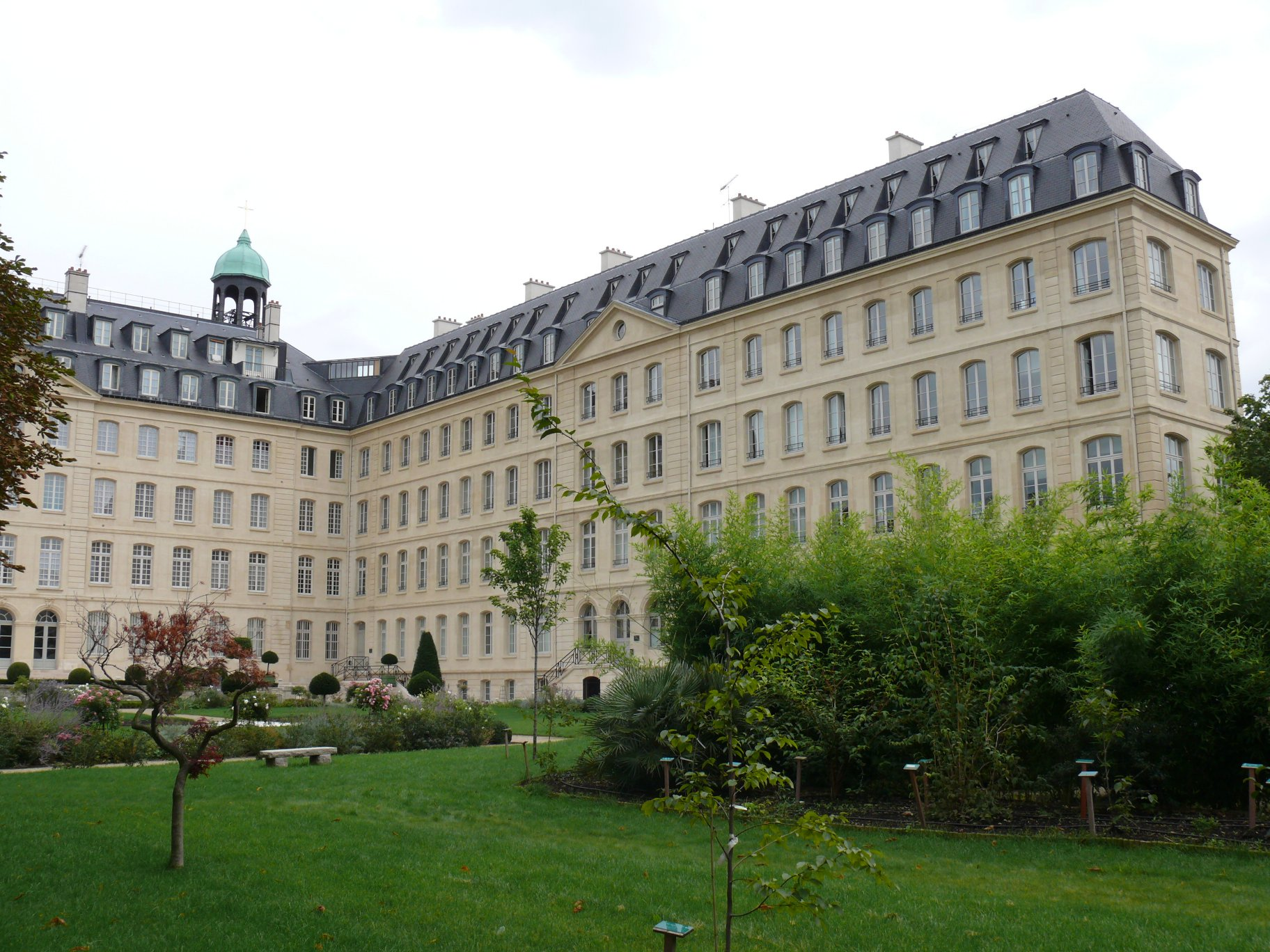
Семинария Парижского общества заграничных миссий

- Лицей Виктора Дюрюи[фр.]
- Лицей Святого Фомы Аквинского[фр.]
- Лицей Поля Клоделя — Юльст[фр.]
- Учреждение Ларошфуко[фр.]
- Итальянский лицей Леонардо да Винчи[фр.]
- Русская школа Парижа
- Национальный институт слепой молодежи[фр.]
- Подготовительный институт Prépa ISP[фр.]
- Военная школа
  - Институт стратегических исследований[фр.]
- Институт перспективных исследований национальной обороны[фр.]
- Институт политических исследований
  - Школа журналистики
- Национальный институт восточных языков и культур (INALCO)
- Американский университет Парижа
- Институт Лондонского университета в Париже[фр.]
- Семинария Парижского общества заграничных миссий[фр.]
- Национальный институт сельскохозяйственных исследований
- Французская сельскохозяйственная академия[фр.]
- Национальное садоводческое общество Франции[фр.]

## Достопримечательности

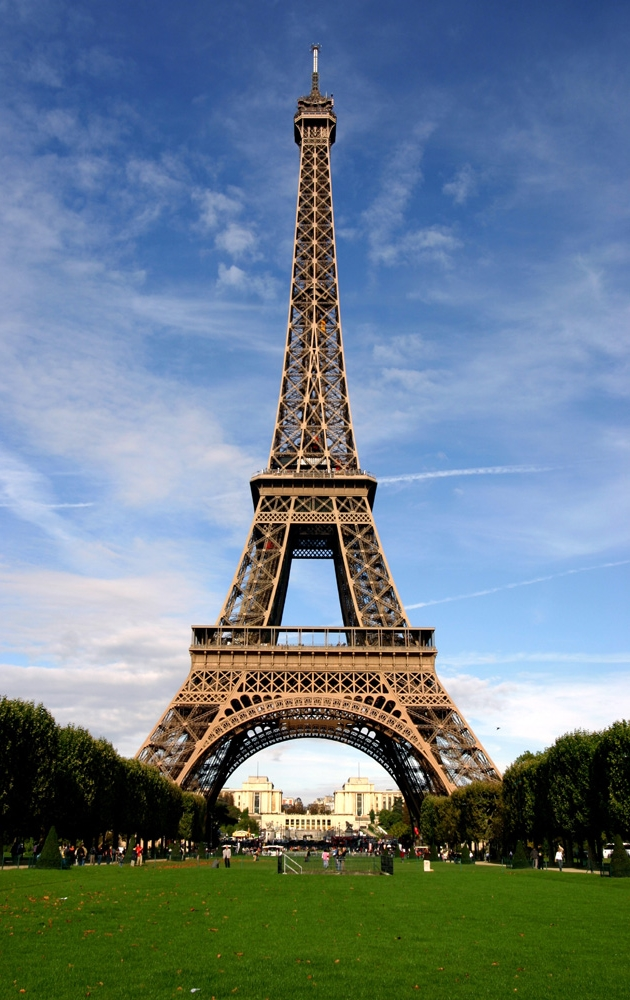
Эйфелева башня

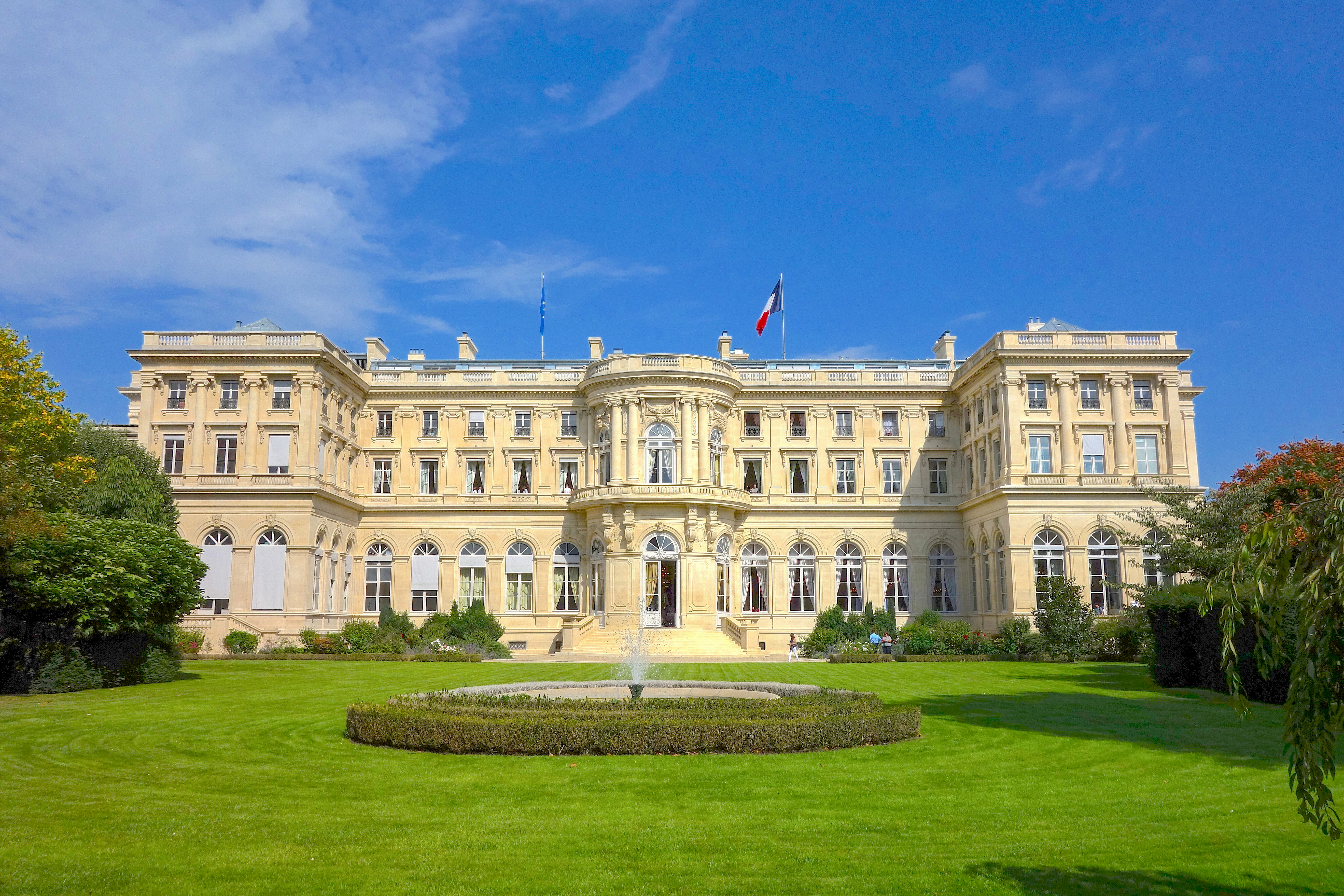
Резиденция министра иностранных дел

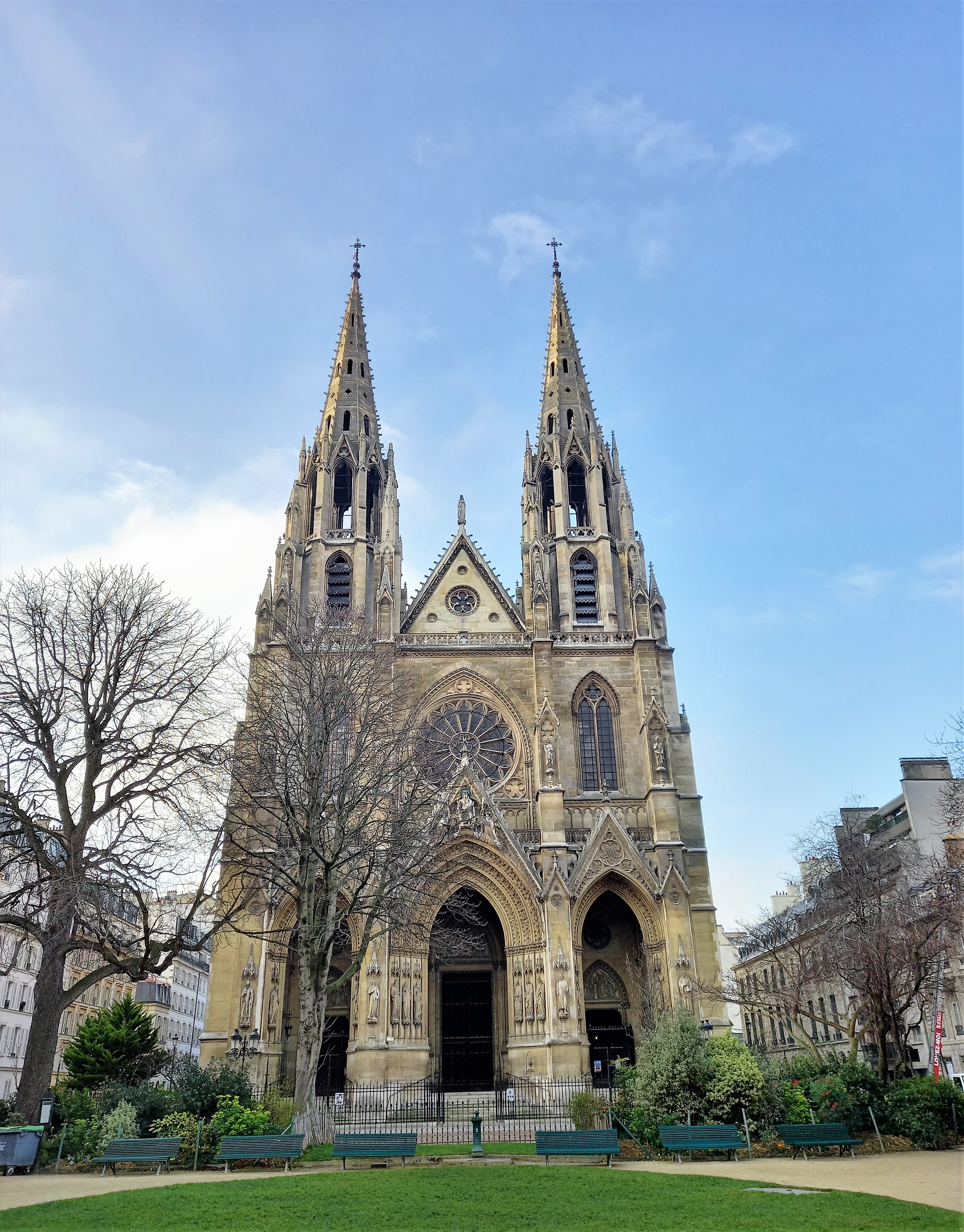
Базилика Святой Клотильды

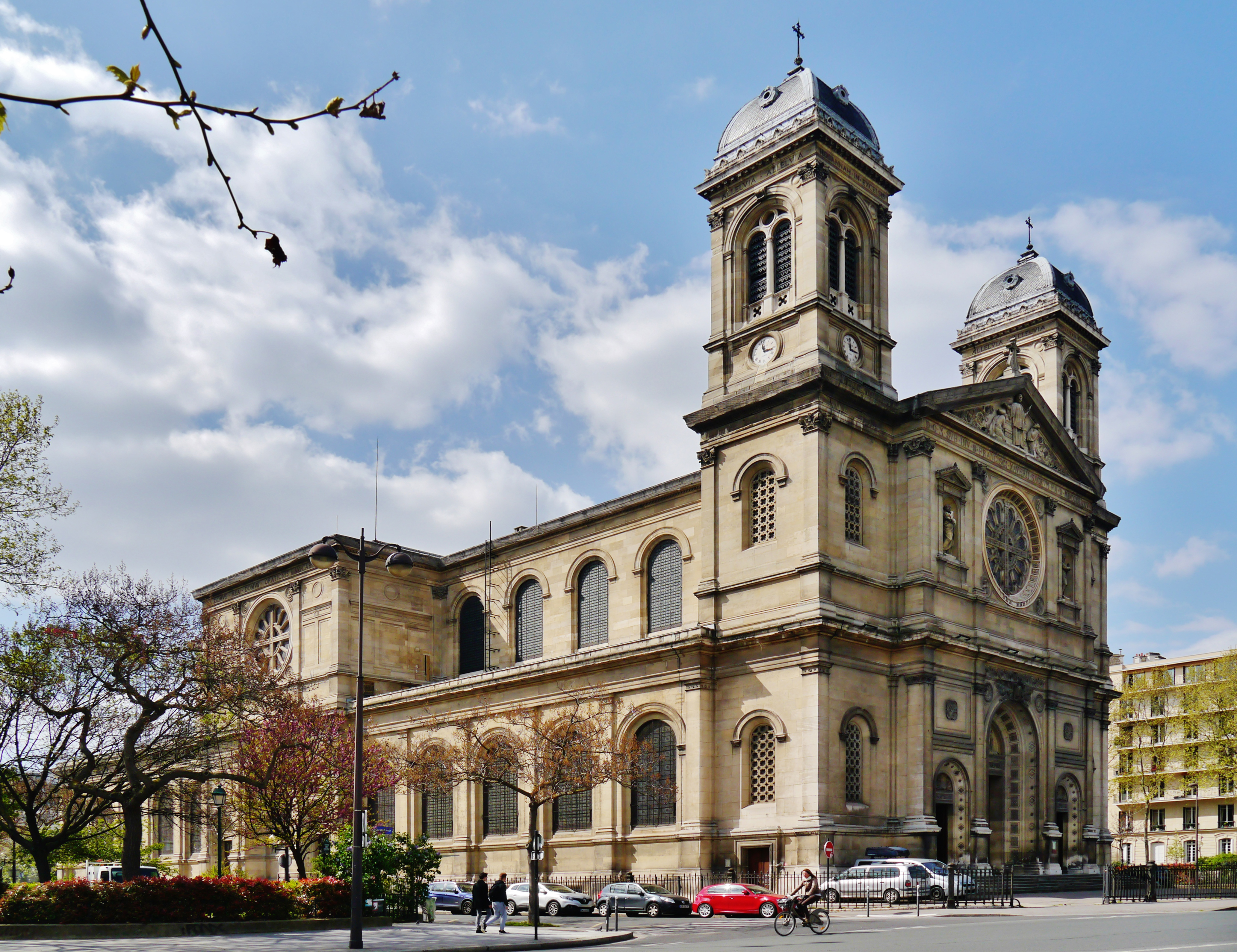
Церковь Сен-Франсуа-Ксавье

Свято-Троицкий собор

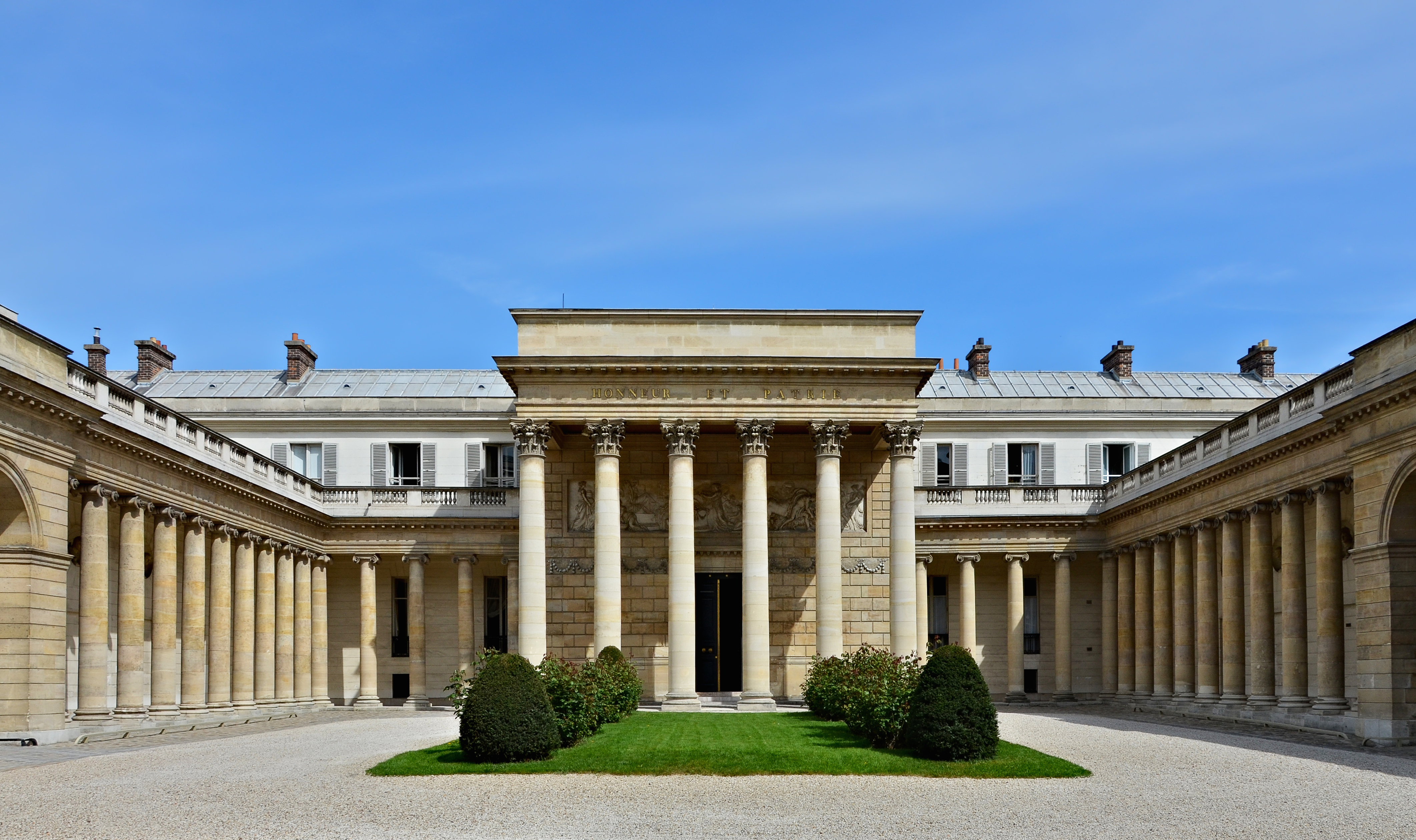
Дворец Почётного легиона

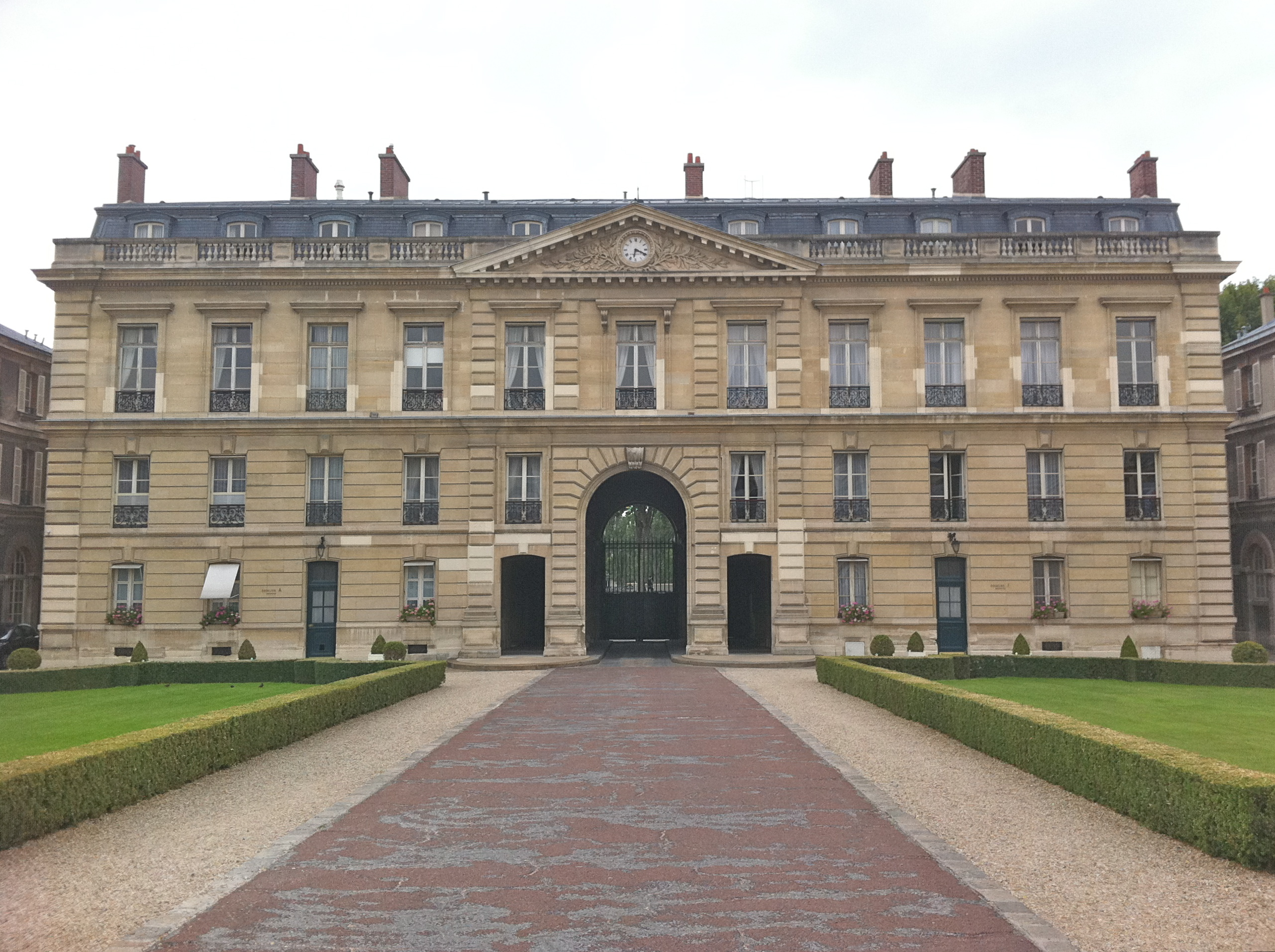
Дворец Альма

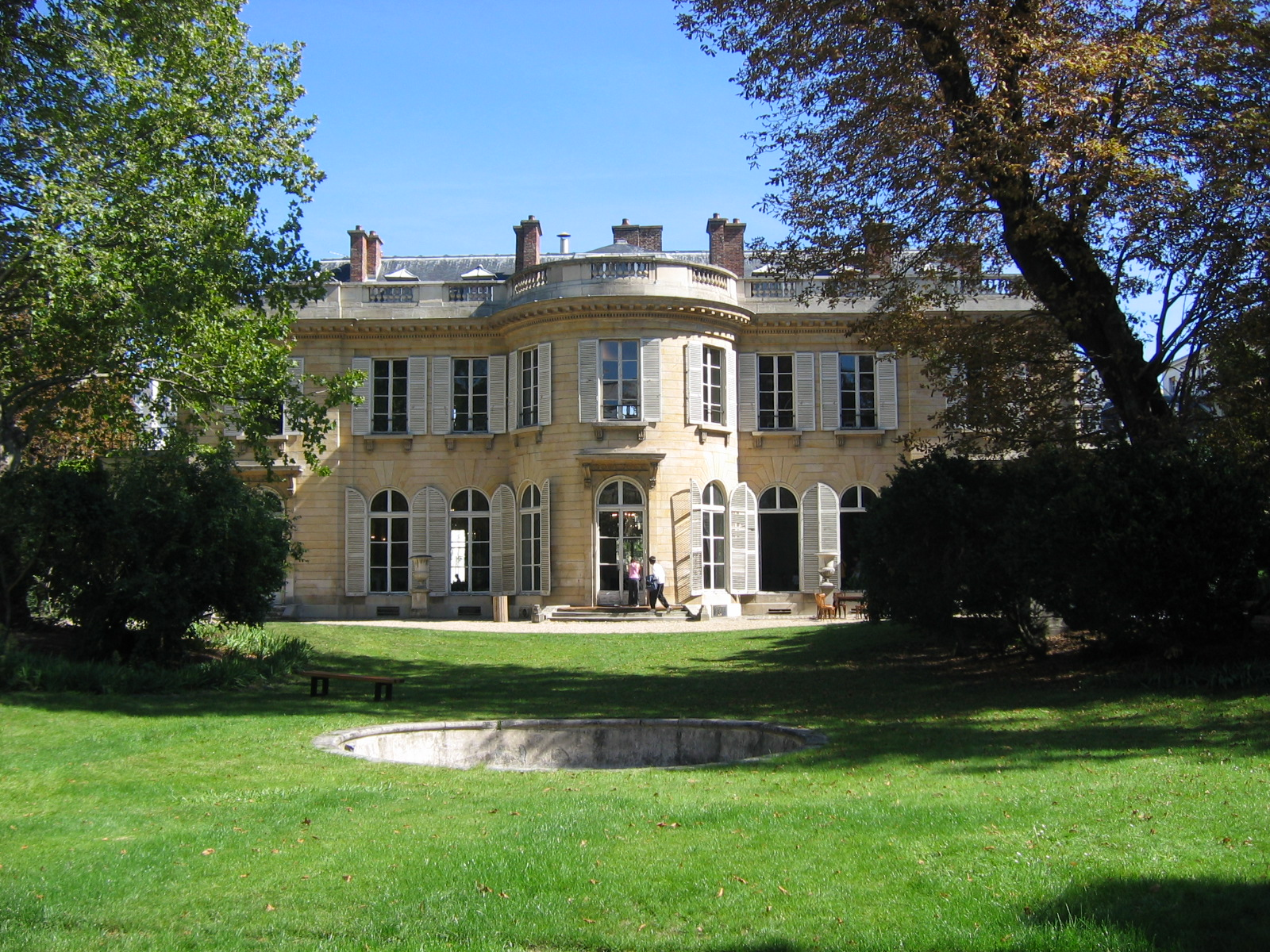
Отель Бурбон-Конде

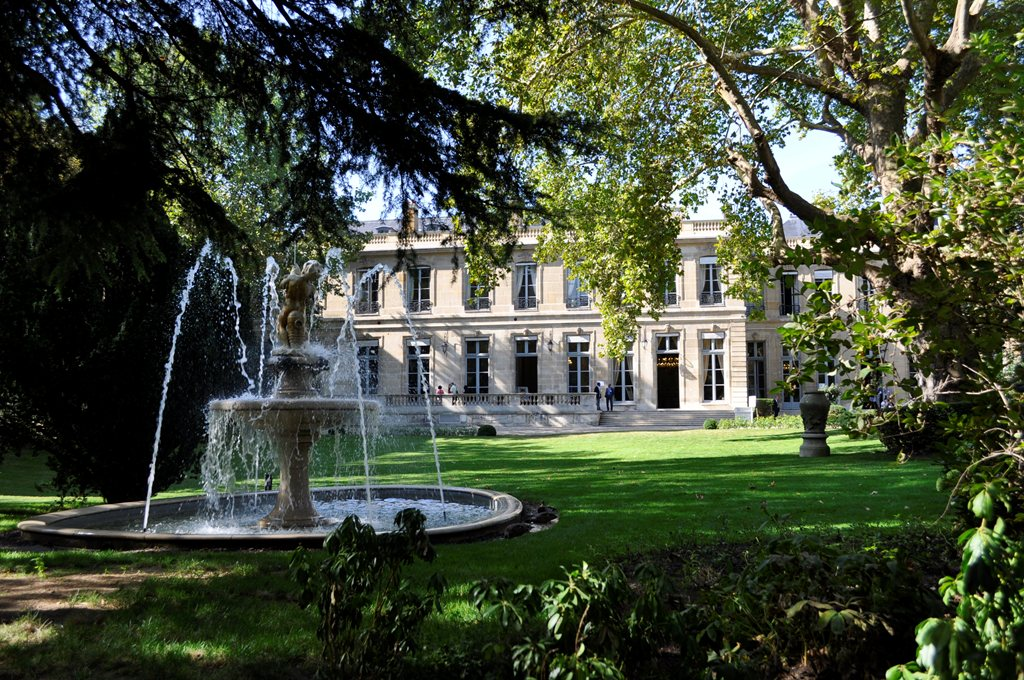
Отель Рокелор

Главной достопримечательностью не только VII округа, но и всего Парижа, является Эйфелева башня.

### Дворцы и особняки
- Бурбонский дворец
- Матиньонский дворец
- Дворец Почётного легиона
- Дворец Альма[фр.]
- Отель министра иностранных дел[фр.]
- Отель Нуармутье[фр.]
- Отель Амело де Гурне[фр.]
- Отель Лассай[фр.]
- Отель Д’Аваре[фр.]
- Отель Бирон[фр.]
- Отель Галлиффет[фр.]
- Отель Ротлен-Шароле[фр.]
- Отель Рокелор[фр.]
- Отель Буажелен[фр.]
- Отель Безенваль[фр.]
- Отель Вильруа[фр.]
- Отель Богарне[фр.]
- Отель Монморен[фр.]
- Отель Бриенн[фр.]
- Отель Кассини[фр.]
- Отель Эстреес[фр.]
- Отель дю Шатле[фр.]
- Отель Рошшуар[фр.]
- Отель Клермон[фр.]
- Отель Клермон-Тоннер[фр.]
- Отель Бурбон-Конде
- Отель Кастри[фр.]
- Отель Броньяр[фр.]
- Отель Ливри[фр.]
- Отель Фейдо-де-Бру[фр.]
- Отель Гуффье-де-Туа[фр.]
- Отель Бройль-Оссонвилль[фр.]
- Отель Жарнак[фр.]
- Отель Кински[фр.]
- Отель Монако[фр.]
- Отель Померё[фр.]
- Отель Варенжевиль[фр.]
- Отель Вилетт[фр.]
- Отель Кавуа[фр.]
- Отель Вогюэ[фр.]

### Парки и сады
- Марсово поле
- Эспланада Инвалидов[фр.]

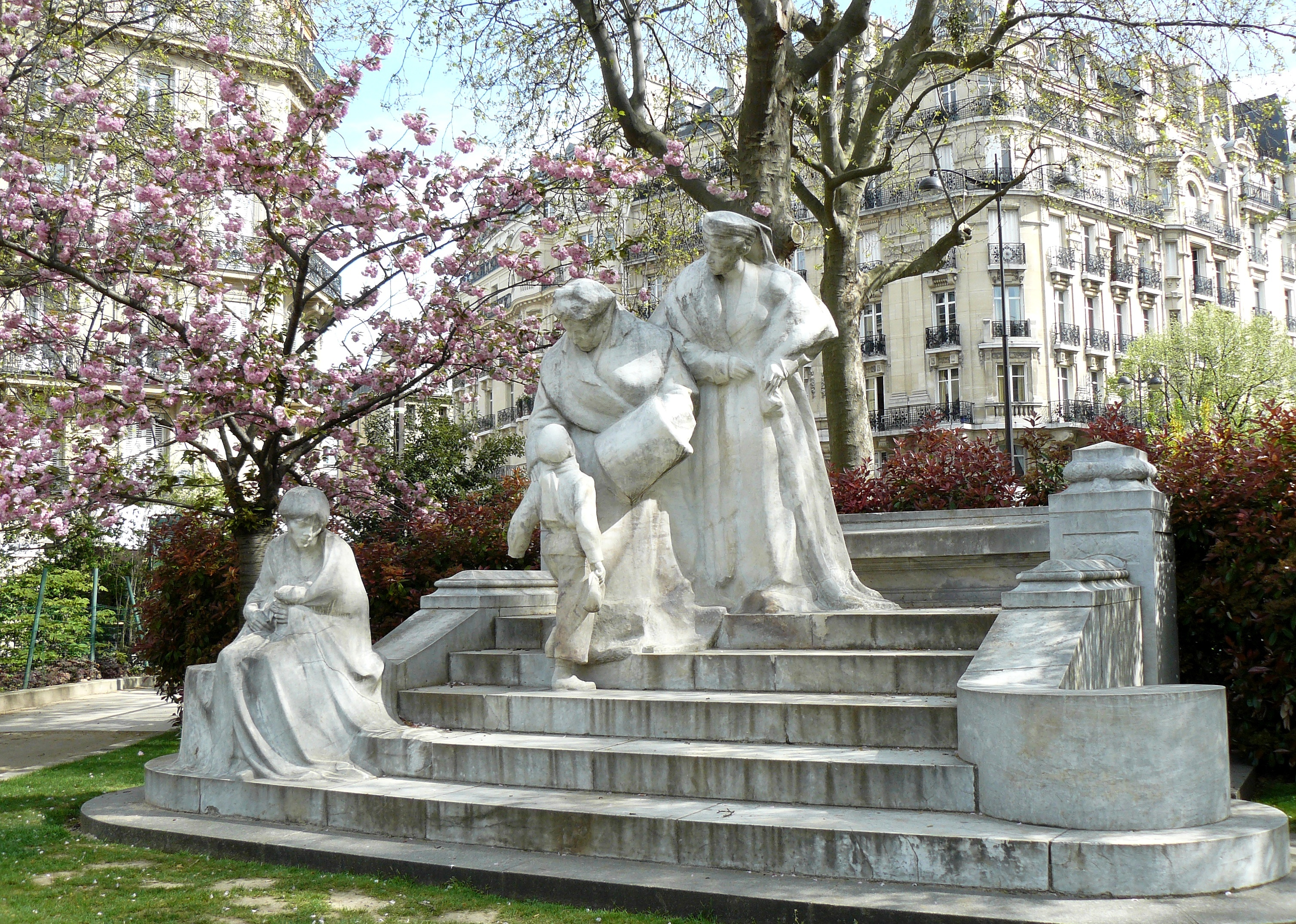
Памятник в сквере Бусико

- Эспланада Жака Шабан-Дельмаса[фр.]
- Эспланада Хабиба Бургиба[фр.]
- Сад Екатерины Лабуре[фр.]
- Сад Энтандан[фр.]
- Сад изобилия[фр.]
- Сад общества заграничных миссий[фр.]
- Сад Матиньонского дворца
- Сквер Бусико[фр.]
- Сквер Аяччо[фр.]
- Сквер Роже Стефана[фр.]
- Сквер Самуэля Руссо[фр.]
- Сквер аббата Эскерре[фр.]
- Сквер Пьера де Голля[фр.]
- Сквер Сантьяго-де-Чили[фр.]
- Променад Марии Румынской[фр.]

### Храмы
- Собор Сен-Луи-де-Инвалид[фр.]
  - Гробница Наполеона I
- Базилика Святой Клотильды
- Церковь Сен-Франсуа-Ксавье
- Церковь Сен-Тома-д’Акэн[фр.]
- Церковь Сен-Пьер-дю-Грос-Кайю[фр.]
- Дом дочерей милосердия[фр.]
  - Часовня Нотр-Дам-де-ла-Медай-Миракульез[фр.]
- Часовня Богоявления[фр.]
- Часовня Нотр-Дам-дю-Бон-Консей[фр.]
- Часовня Младенца Иисуса[фр.]
- Часовня Военной школы
- Русский Свято-Троицкий собор
- Американская церковь Парижа[фр.]
- Евангелическо-баптистская церковь Парижа[фр.]
- Протестантская церковь Сен-Жан[фр.]
- Протестантское аббатство Пентемон[фр.]

### Мосты
- Мост Каррузель
- Мост Руаяль
- Мост Леопольда Седара Сенгора
- Мост Согласия
- Мост Александра III
- Мост Инвалидов
- Мост Альма
- Мост Дебийи
- Йенский мост

### Фонтаны
- Фонтан времён года
- Фонтан Феллах[фр.]
- Фонтан Марса[фр.]

### Другие
- Здание Лавиротта[фр.]

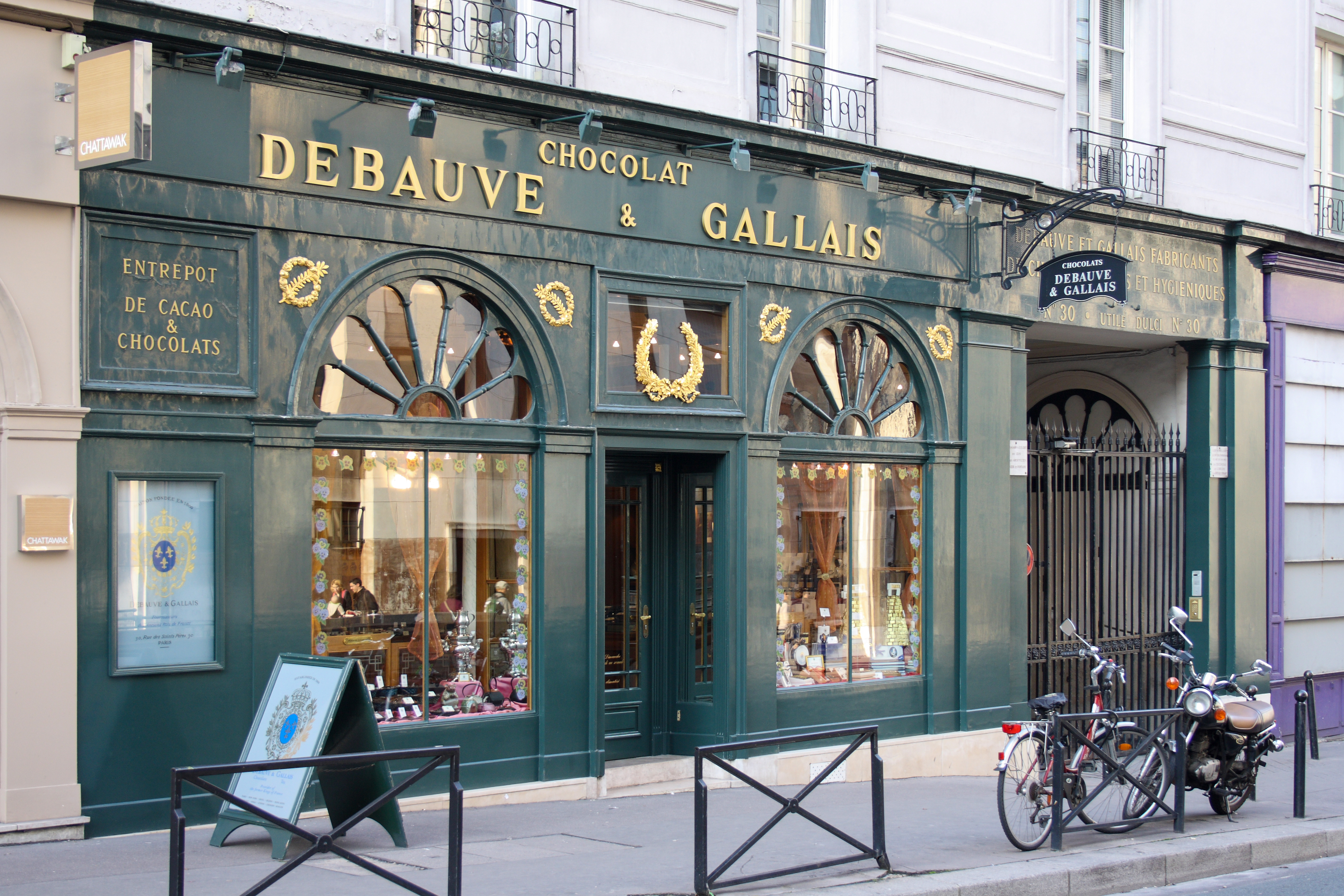
Магазин Debauve & Gallais

- Здание Теософского общества[фр.]
- Ансамбль Фонтенуа-Сегюр[фр.]
- Дом химии[фр.]
- Стеклянный дом[фр.]
- Кинотеатр La Pagode[фр.]
- Таксидермический бутик-кунсткамера Deyrolle[фр.]
- Ресторан Жюль Верн[фр.]
- Ресторан Арпеж[фр.]
- Литературный ресторан Клуб поэтов[фр.]
- Шоколатье Debauve & Gallais[фр.]
- Сфера прав человека[фр.]
- Конная статуя маршала Жоффра[фр.]
- Статуя Грибоваля[фр.]
- Статуя Ардуэн-Мансара[фр.]
- Статуя Томаса Джефферсона[фр.]

## Спорт
Вдоль набережных Сены расположены беговые дорожки и спортивные площадки. Также в округе имеются:
- Спортивный центр «Патронаж-дю-Бон-Консей»

## В искусстве
В VII округе Парижа происходили съёмки следующих фильмов и сериалов: «Господин Мышь» (1942), «Забавная мордашка» (1957), «Жижи» (1958), «Спиной к стене» (1958), «Президент» (1961), «Убийца в спальном вагоне» (1965), «Шаровая молния» (1965), «Украденные поцелуи» (1968), «Супермозг» (1969), «Последнее известное место жительства» (1970), «Две англичанки и «Континент» (1971), «Приключения раввина Якова» (1973), «И слоны бывают неверны» (1976), «Побег» (1978), «Странное дело» (1981), «Бум 2» (1982), «Придурки на каникулах» (1982), «Вид на убийство» (1985), «Баловень судьбы» (1988), «Никита» (1990), «Дело фирмы» (1991), «Ужин» (1992), «Жажда золота» (1993), «Ронин» (1998), «Девятые врата» (1999), «Девушка на мосту» (1999), «Бельфегор — призрак Лувра» (2001), «Правда о Чарли» (2002), «Ангел-А» (2005), «13-й район: Ультиматум» (2009), «Необычайные приключения Адель» (2010), «Из Парижа с любовью» (2010), «Генсбур. Любовь хулигана» (2010), «Маленькие секреты» (2010), «Любовь на кончиках пальцев» (2012), «Набережная Орсе» (2013), «Последний наёмник» (2021).